# Franzoseneinfall (Schweiz)
Lengnau · Grenchen · Ruhsel · Büren · Col de la Croix · St. Niklaus · Fraubrunnen · Neuenegg · Grauholz · Hägglingen · Wollerau · Stucketen-Chäppeli · Schindellegi · Rothenthurm · Morgarten · Pfyn I · Nidwalden · Pfyn II

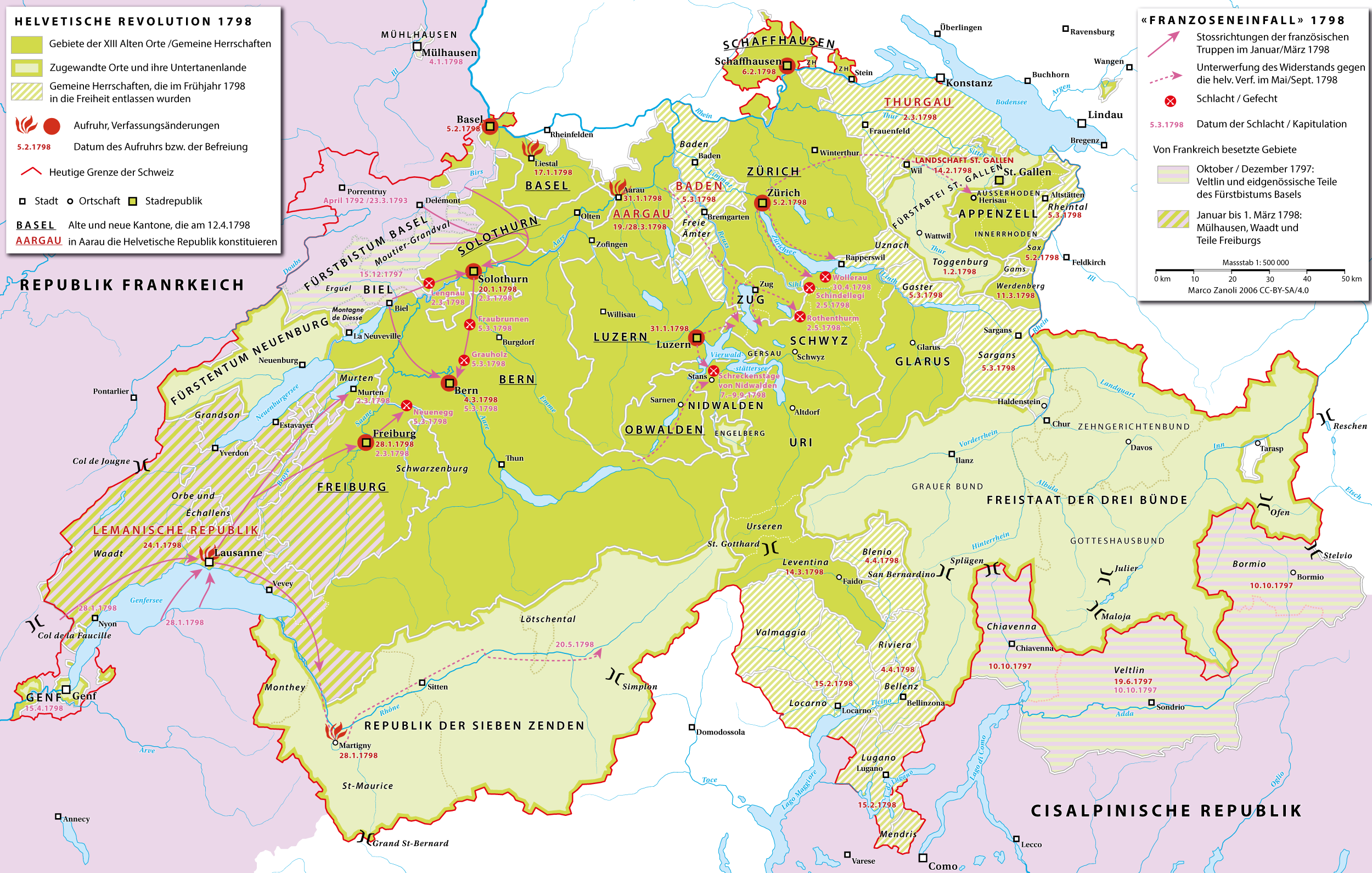
Verlauf des Franzoseneinfalls und der Helvetischen Revolution 1798

Der Franzoseneinfall war eine militärische Auseinandersetzung zwischen der Ersten Französischen Republik und der Alten Eidgenossenschaft zwischen dem 28. Januar 1798 und dem 28. Mai 1799. Der französische Sieg brachte die militärische Besetzung eines grossen Teils des Territoriums der heutigen Schweiz durch Frankreich und die Gründung der Helvetischen Republik als Tochterrepublik mit sich. Der Franzoseneinfall beendet in der schweizerischen Geschichtsschreibung traditionell die Ära des Ancien Régime bzw. der Alten Eidgenossenschaft und leitet die Helvetik ein. Die Wortschöpfung «Franzoseneinfall» wurde verwendet vom Berner Historiker Richard Feller. Auf französischer Seite wurde das Ereignis auch als Campagne d’Helvétie bezeichnet.

## Vorgeschichte
Bis zum Sturz des französischen Ancien Régime war die Alte Eidgenossenschaft als lockeres Bündnisgefüge souveräner Kantone und ihrer Verbündeten stark auf den Nachbarstaat ausgerichtet. Es bestanden seit dem Mittelalter Soldallianzen und Handelsverträge, die aus der Eidgenossenschaft faktisch ein französisches Protektorat machten. Nur in den östlichen und innerschweizerischen Kantonen konnte sich ein begrenzter Einfluss Österreichs halten. Durch die Französische Revolution 1789/1799 und die nach dem Tuileriensturm 1792 erfolgte Kündigung der Soldverträge kam es zu einer Entfremdung gegenüber Frankreich, die politisch noch durch die Agitation der reaktionär gesinnten französischen Emigranten in der Eidgenossenschaft bzw. der revolutionär gesinnten eidgenössischen Emigranten in Frankreich geschürt wurde. Trotzdem verhielt sich die Eidgenossenschaft gegenüber Frankreich während des Ersten Koalitionskrieges militärisch neutral und tolerierte sogar die Besetzung und Annexion der Drei Bünde sowie des nördlichen Teils des Fürstbistums Basel durch Frankreich 1792. Nach dem Ende des Ersten Koalitionskriegs überliess die österreichische Monarchie die Schweiz, mit Ausnahme Graubündens, der Einflusssphäre der Ersten Französischen Republik. Die Schweiz stand nun alleine da und die seit 1792 angewandte Neutralitätspolitik schien Frankreich nicht mehr zu genügen. Frankreich hatte an der Schweiz verschiedene Interessen:
- Alpenpässe: Durch die Besetzung der Schweizer Alpenpässe wäre Norditalien für französische Truppen schneller erreichbar.
- finanzielle Mittel: Einige Kantone verfügten über beträchtliche finanzielle Mittel, die den Franzosen für ihre weiteren Kriegspläne sehr hilfreich gewesen wären.
- Die Schweizer Bevölkerung wäre eine neue Rekrutierungsbasis für Soldaten.

Aufgrund der Verträge (militärische Kapitulationen) mit Frankreich hatte die Tagsatzung das Recht, die Schweizer Regimenter (Reisläufer) für die Verteidigung zurückzurufen, wenn die Eidgenossenschaft in Gefahr war. Die Einführung der Wehrpflicht in Frankreich hatte die eidgenössischen Berufssoldaten überflüssig gemacht und die Schweizer Regimenter wurden aufgelöst. Als Frankreich 1798 den Vertrag zum Ewigen Frieden von 1516 brach und in die Schweiz einfiel, gab es keine intakten Regimenter aus Berufssoldaten mehr, die zur Verteidigung hätten eingesetzt werden können.

## Erneuter Einfall im Fürstbistum Basel

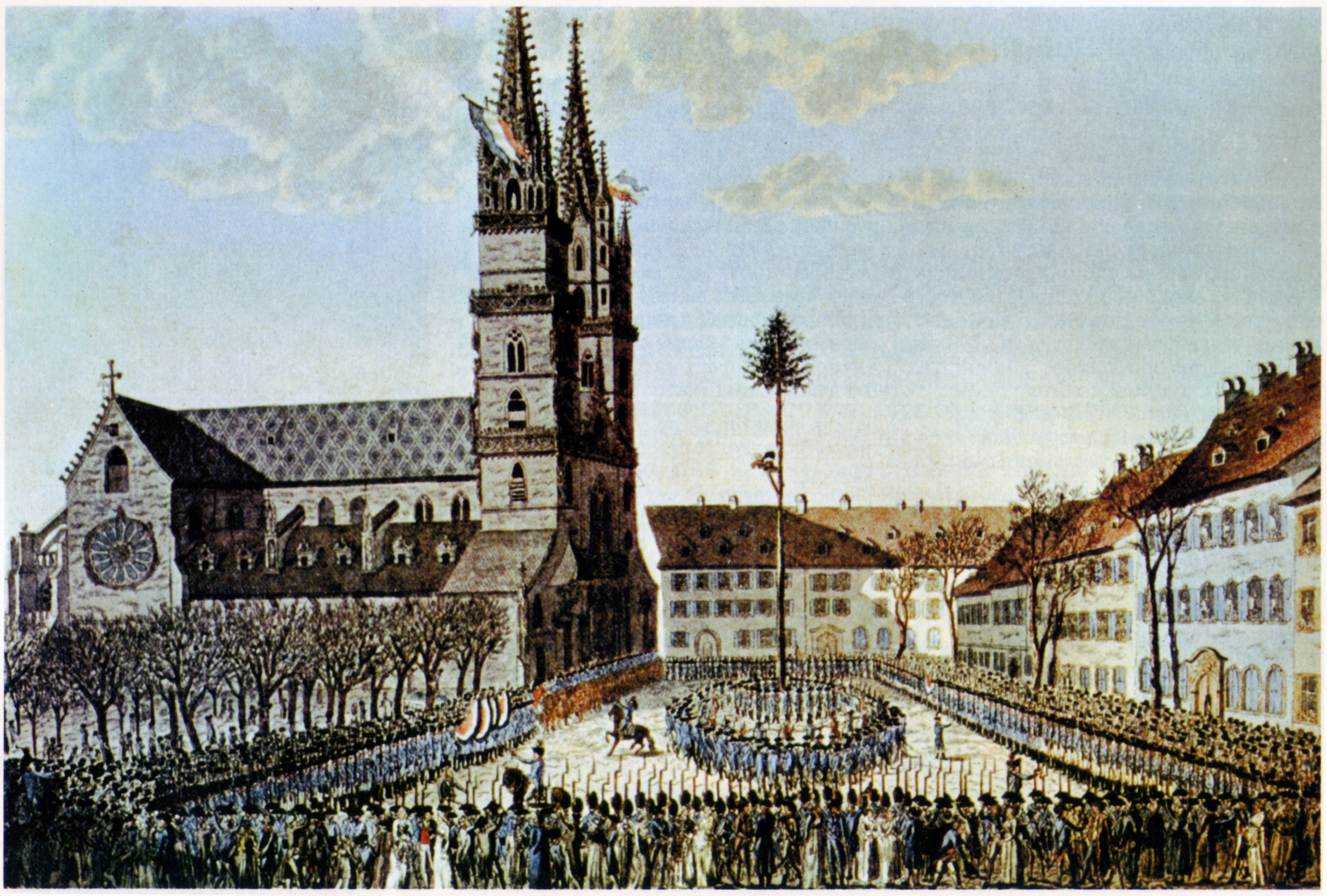
Errichtung des Freiheitsbaumes auf dem Basler Münsterplatz am 20. Januar 1798

Nachdem der nördliche Teil des Fürstbistums Basel bereits 1792 annektiert worden war, wurde Ende 1797 auch der südliche Teil von den Franzosen besetzt. Am 17. Januar 1798 brach die Helvetische Revolution aus. Der Angriffsplan wird seine definitiven Konturen wohl während seiner Durchreise über Genf, Bern, Solothurn und Basel im November 1797 erhalten haben. Die Belastung der Orte, mit der Unterkunft und der Versorgung von Offizieren, Truppen und Pferden muss enorm gewesen sein.

## Einfall in Bern, Solothurn und Freiburg

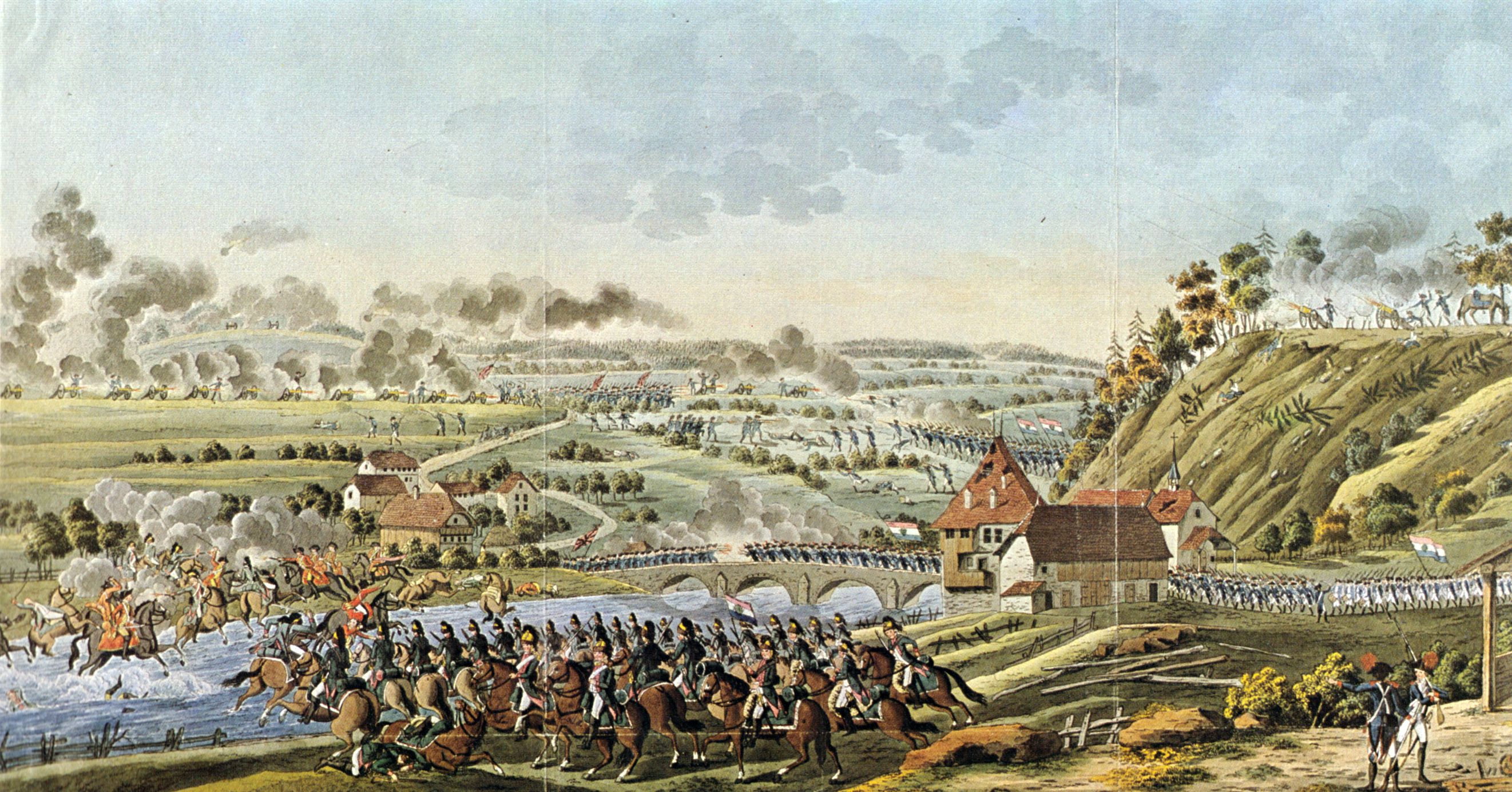
Zeitgenössische Darstellung der Schlacht bei Neuenegg, von Francois Aloys Muller

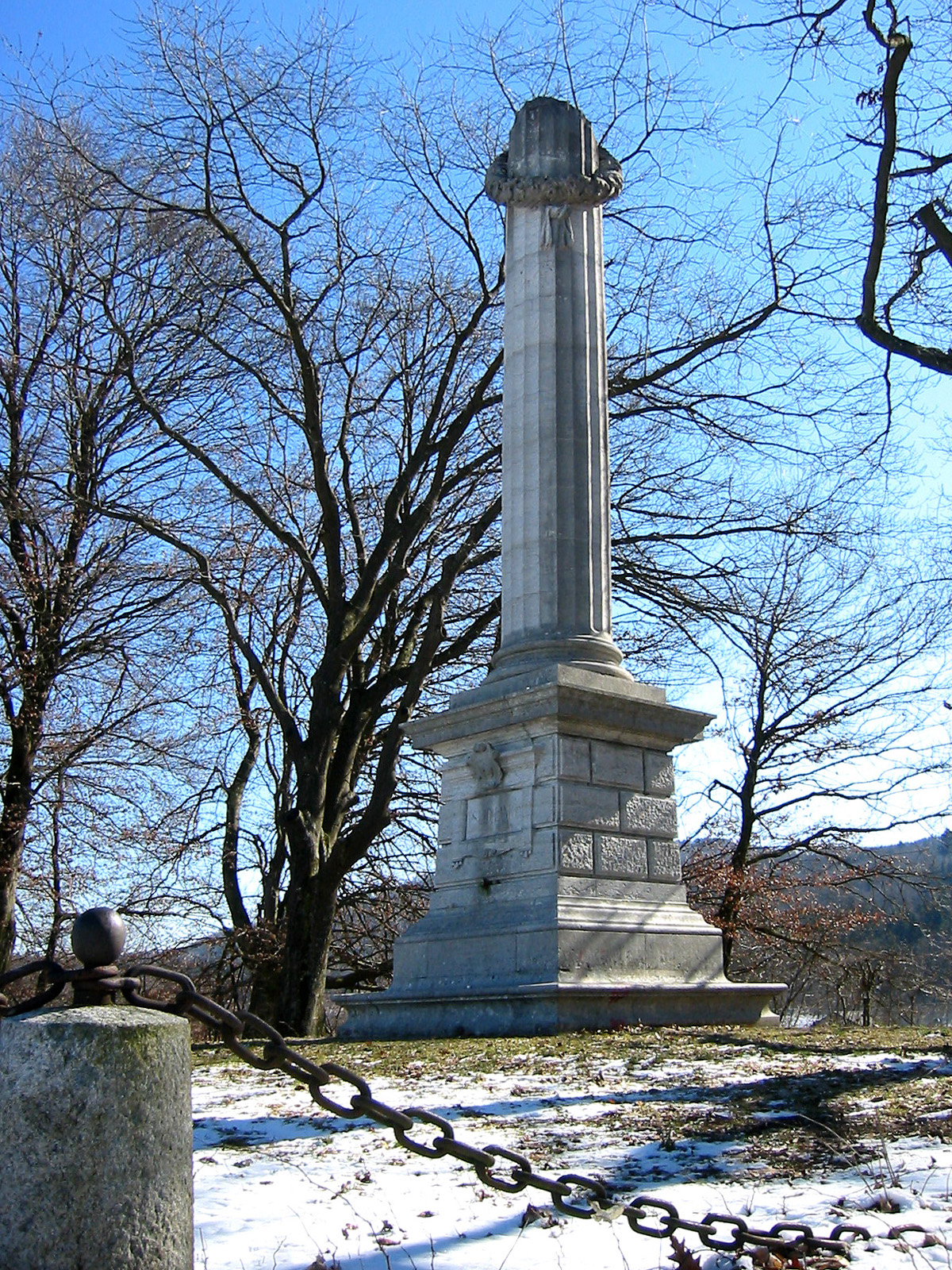
Grauholzdenkmal

Am 24. Januar wurde die Lemanische Republik ausgerufen, die sofort ein Hilfegesuch an Frankreich richtete. Am 28. Januar fielen die Franzosen unter General Ménard mit etwa 12'000 Mann in die damals zu Bern gehörende Waadt ein. Ein Teil der französischen Invasionstruppen überquerte den Genfersee per Schiff und landete in Nyon und Lausanne. Die Berner Truppen sahen sich angesichts der französischen Übermacht gezwungen, den Rückzug anzutreten und sammelten sich erneut in der Gegend von Murten und Freiburg im Üechtland.
In der Zwischenzeit rückte General von Schauenburg mit einer zweiten Armee aus dem ehemaligen Fürstbistums Basel von Norden her Richtung Bern vor. Die Franzosen forderten die Berner Regierung auf, der Reform- oder Friedenspartei die Regierungsgewalt zu übergeben. Die Berner weigerten sich jedoch und die Franzosen benutzten dies nun als Kriegsgrund. Am 2. Februar 1798 gründete der Berner Kriegsrat die Légion fidèle, die aus berntreuen Freiwilligen aus der Waadt bestand.
Ein Warnsystem aus 156 Signalfeuern, der sogenannte Chutz, meldete am 1. März 1798 das Vorrücken französischer Truppen in einer Zangenbewegung aus Richtung Waadt und Berner Jura auf Freiburg, Solothurn und Bern. Gleichentags begannen bereits die ersten Gefechte. Am 2. März kam es zu Gefechten bei Lengnau, Grenchen und im Ruhsel (Wald zwischen Alfermée und Twann). Gleichentags wurde Freiburg von den Franzosen erobert. Am 3. März 1798 kapitulierten die solothurnischen Truppen. Gleichentags kam es zwischen Berner und französischen Truppen zum Gefecht beim Col de la Croix. General Karl Ludwig von Erlach musste seine Stellung bei Murten räumen.
Die Berner Regierung war in zwei Lager gespalten. Schultheiss Niklaus Friedrich von Steiger vertrat eine harte Haltung gegenüber Frankreich und wollte den Krieg fortsetzen. Der Deutschseckelmeister von Frisching trat für Verhandlungen mit den Franzosen ein. Diese Uneinigkeit verursachte eine Verunsicherung der Berner Truppen und Bevölkerung. General von Erlach und fünfzig hohe Offiziere bedrängten den Grossen Rat um die Bewilligung die Kampfhandlungen aufzunehmen.
Nachdem der Grosse Rat von Erlach den Befehl gab die Franzosen zu bekämpfen, stellte sich dieser den französischen Truppen bei Büren an der Aare. Während des Gefechtes traf jedoch der Befehl ein, dass sich die bernischen Truppen zurückziehen sollten, um die Stadt Bern zu schützen. Der französische General Brune stellte am 3. März 1798 der Berner Regierung ein Ultimatum und forderte die Kapitulation Berns. Daraufhin dankte die Regierung unter Schultheiss von Steiger am 4. März ab, verweigerte aber die militärische Kapitulation. Trotz des Rücktritts der Regierung versuchten die Berner Truppen den französischen Angriff weiter abzuwehren.

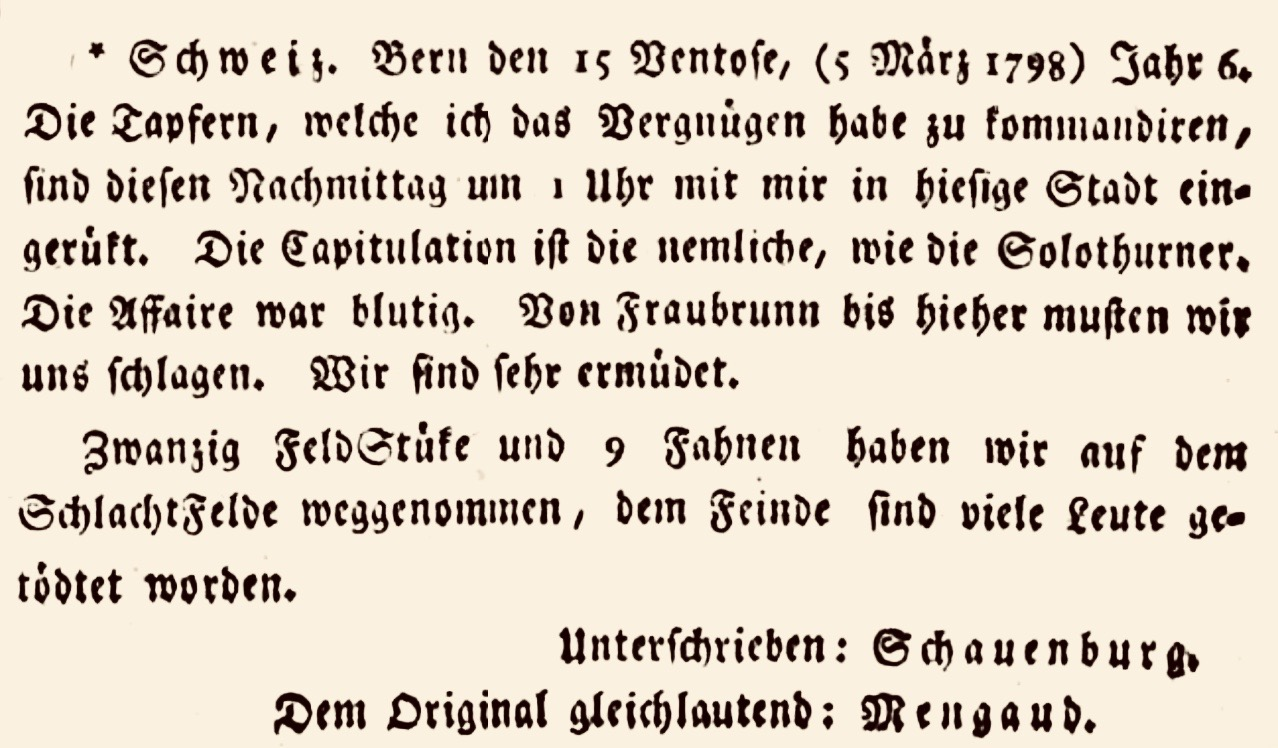
Meldung des Siegers in der Ausgabe der Allgemeinen Zeitung vom 10. März 1798

Am 5. März 1798 kam es zum Gefecht von St. Niklaus, den Schlachten von Fraubrunnen und Neuenegg sowie zur entscheidenden Schlacht am Grauholz. Gleichentags erhielt der französische General Schauenburg die Kapitulation Berns und der Schultheiss der Stadt Bern, Niklaus Friedrich von Steiger ging ins Exil.
Am 6. März stiessen die französischen Truppen von Süden her vor und eroberten Murten und Freiburg. Während der gesamten Zeit griffen die eidgenössischen Hilfstruppen mit etwa 4000 Mann nicht in die Kämpfe ein. Die Franzosen boten etwa 35'000 Mann auf, denen gegenüber nur etwa 20'000 Berner standen. Auf Berner Seite fielen etwa 700 Menschen. Die Verluste der Franzosen sind nicht bekannt.
Als die Franzosen 1798 in die Eidgenossenschaft einfielen, hatten sie es auf die Staatsschätze der Kantone abgesehen, um sich aus ihrer finanziellen Zwangslage zu befreien.
In Bern fiel ihnen der mit Abstand grösste Staatsschatz, die Berner Staatskasse in die Hände. Das Gold aus dem Gewölbe unter dem Berner Rathaus wurde auf Kutschen verladen und in einem symbolträchtigen Akt zusammen mit den Bären aus dem Bärengraben nach Paris gebracht.
Noch grösseren Wert aber hatten die Wertpapiere der Berner. Die Berner waren in Verwaltung und Anlegen der Staatsfinanzen äusserst erfolgreich und wurden zu einem Schwergewicht auf dem Londoner Finanzplatz.
Als die Helvetische Republik 1803 unterging, hatten die Berner mehr als zwei Drittel des Anlagewerts ihrer Wertpapiere für deren Wiederbeschaffung aufgewendet. Ein Ende fand das Tauziehen erst am Wiener Kongress von 1814/15. Die siegreichen Grossmächte beschlossen, dass die Berner keinen Anspruch auf die in der Zwischenzeit aufgelaufenen Erträge der Wertpapiere hatten, dafür aber auf eine finanzielle Entschädigung von Frankreich. Dies war aber nur ein schwacher Trost für die Berner, da damit nur ein Bruchteil des durch den Franzoseneinfall verursachten Verlusts gedeckt wurde.

„Der Kanton Bern bezieht ein beträchtliches Einkommen, indem er einen Teil des Staatsschatzes an das Ausland verleiht.“

„Hätten die Berner ihren Staatsschatz durch die Revolutionswirren hindurch retten können und ihn mit einer ähnlichen, eher konservativen Anlagestrategie wie während des 18. Jahrhunderts weiterhin auf dem Kapitalmarkt angelegt, würde er heute rund 623 Milliarden Franken betragen.“

Dem Berner Gottlieb von Jenner gelang es nach dem Krieg, Teile der Berner Staatskasse durch Bestechung nach Bern zurückzuholen.

## Widerstand in Schwyz, Nidwalden, Uri, Zug und Glarus
Die Kantone Schwyz, Nidwalden, Uri, Glarus und Zug lehnten im April 1798 die Verfassung der helvetischen Republik ab und begannen unter dem Kommando von Alois von Reding, ein Heer mit etwa 10'000 Mann aufzustellen. Am 21. April löste von Reding die Offensive aus. In drei Achsen sollte das strategische Ziel Aarau, der Sitz der Helvetischen Regierung erreicht werden. Am 22. April stiess der linke Flügel nach Obwalden vor, besetzte den Brünigpass und erreichte das Berner Oberland in Meiringen. Die Truppen des rechten Flügels unter dem Glarner Obersten Paravicini eroberten zwar Rapperswil, blieben jedoch abwartend in Stellung. Die Zuger Truppen unter Hauptmann Andermatt stiessen ins Freiamt vor. Nach einem Gefecht mit einer französischen Vorhut (Gefecht bei Hägglingen) mussten sie sich bereits am 26. April nach Muri zurückziehen. Von Reding selber stiess mit einer Truppe von etwa 4000 Soldaten gegen Luzern vor und eroberte die Stadt am 29. April 1798.
Die erhoffte Erhebung der eroberten Gebiete blieb weitgehend aus. Obwalden lehnte nun gezwungenermassen die Helvetische Verfassung ebenfalls ab. Zu einer Massenerhebung der ländlichen Bevölkerung des Berner Oberlandes oder der Luzerner Landschaft kam es jedoch nicht. Nach wenigen Tagen war die Offensive ins Stocken geraten. Als am Abend des 29. Aprils die kampflose Kapitulation Zugs bekannt wurde, zogen die Truppen Redings von Luzern ab und kehrten in das Gebiet von Schwyz zurück, um wenigstens die Stammlande zu verteidigen. Aus der Offensive war eine Defensive geworden.
Der französische General Schauenburg löste mit etwa 12'000 Mann den Gegenangriff aus. In zwei Flügeln versuchte er nach Schwyz, mit dem strategischen Ziel Einsiedeln vorzudringen. Der linke Flügel unter General Nouvion stiess auf beiden Seiten des Zürichsees vor. Bei Richterswil wurde der französische Angriff zweimal gestoppt. Rapperswil wurde jedoch schon bald von Oberst Paravicini preisgegeben und er kehrte mit seinen Truppen nach Glarus zurück. Die Schwyzer Truppen zogen sich ungeschlagen nach Schindellegi und dem Etzel zurück. Der rechte Flügel unter General Jordi rückte, ohne auf Widerstand zu stossen, nach Zug und Luzern vor. Der Vorstoss nach Küssnacht misslang vorerst. Eine kleine Truppe von etwa 400 Mann konnte bei Immensee die französische Armee aufhalten.
Nachdem die Franzosen Rapperswil erobert hatten, kam es am 30. April 1798 zum Gefecht bei Wollerau. Nach der Niederlage kapitulierte Glarus. Am 1. Mai fiel den Franzosen Küssnacht in die Hände und die Schwyzer standen nun alleine gegen die von Norden und Westen angreifenden Franzosen. Am 2. Mai kam es zum Gefecht bei Schindellegi und gleichentags zum Gefecht bei Rothenthurm und zum Gefecht am Morgarten. Am 4. Mai kapitulierte die Schwyzer Landsgemeinde. Die Franzosen gewährten den Innerschweizern jedoch auf Grund ihres Widerstandswillens milde Kapitulationsbedingungen und verzichteten auf die Entwaffnung der Bevölkerung.

## Wallis
Anfang Mai 1798 erhoben sich die Oberwalliser gegen die Franzosen und wurden am 17. Mai 1798 in der 1. Pfynschlacht geschlagen. Anfang Mai 1799 erhoben sich die Oberwalliser unter dem Kommando des Visper Grafen Ferdinand Venetz erneut und wurden in der 2. Pfynschlacht erneut von den Franzosen besiegt. Nach der Schlacht plünderten die Franzosen Visp und brannten das Städtchen nieder.

## Nidwalden
Am 29. August 1798 erhoben sich die Nidwaldner erneut und es kam zwischen dem 7. und 9. September zu den Schreckenstagen von Nidwalden.

## Graubünden
Im Frühjahr 1799 erhob sich die Bevölkerung des Freistaats der Drei Bünde gegen die französische Besatzung. Während der Gefechte zwischen Chur, Ems und Bonaduz kamen weit über 600 Landstürmer und eine grosse Zahl französischer Soldaten ums Leben. Im November 2007 wurde durch Zufall auf dem Gelände der Ems-Chemie ein Massengrab in einem vergessenen Kalkbrennofen aus dieser Zeit wiederentdeckt.

## Folgen

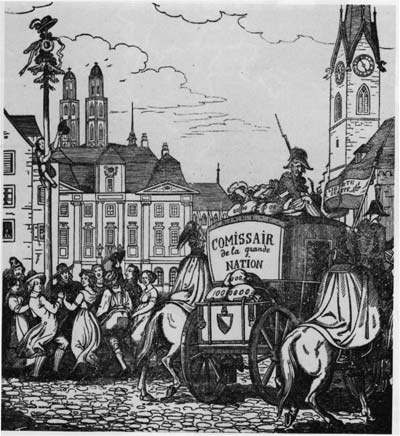
Karikatur von 1848: Während die Zürcher die Revolution feiern, schaffen die Franzosen den Staatsschatz fort

Am 19. August 1798 unterzeichnete die Helvetische Republik eine Defensiv- und Offensivallianz mit Frankreich. Somit war die vollkommene Niederlage und der Untergang der alten Eidgenossenschaft besiegelt. Der Franzoseneinfall brachte über ganze Landstriche Verwüstungen und Plünderungen, beispielsweise wurde das Kloster Einsiedeln geplündert. Die Franzosen zwangen Gemeinde und Private, ihre Truppen einzuquartieren und zu verpflegen. Dies führte zu starken antifranzösischen und antirepublikanischen Reflexen in der Bevölkerung.
Die Franzosen zwangen die Schweiz, Zwangsanleihen aufzunehmen und Kontributionen zu leisten. Zusammen mit den geraubten Staatsschätzen der Städte Bern und Zürich kamen gegen 30 Millionen Livres zusammen, die gemäss französischen Historikern Napoleon dazu dienten, den Ägyptenfeldzug zu finanzieren.

## Gedenken
Im Kanton Bern und der Innerschweiz ist das Gedenken an den Widerstand gegen die Franzosen bis heute erhalten:
- 1805 Beisetzung des Berner Altschultheissen Niklaus Friedrich von Steiger
- 1821 wird im Berner Münster eine Namenstafel der Gefallenen enthüllt
- 1824 wird im Wald bei St. Niklaus in Merzligen (Verwaltungskreis Seeland) ein Denkmal für die Gefallenen des Gefechts bei St. Niklaus eingeweiht[10]
- 1872 malt August Weckesser das Bild Redings Abschied
- 1886 wird das Grauholzdenkmal eingeweiht
- 1898 wird auf dem Friedhof in Lengnau BE (Verwaltungskreis Biel/Bienne) ein Denkmal für die Gefallenen des Gefechts bei Lengnau eingeweiht.[11][12] Die Inschriften lauten: "Vaterland ruh' in Gottes Hand!" und "Den Gefallenen zur Ehre! Der Nachwelt zur Lehre!"
- Bis zu Beginn des 20. Jahrhunderts fanden jedes Jahr Prozessionen auf das Gelände eines Massengrabs in Ems statt. Nach der Wiederentdeckung im Jahre 2007 erinnert eine Gedenktafel an die Gefallenen.
- Literarisch haben Franz Niklaus König und Jeremias Gotthelf dem Berner Landsturm und den kämpferischen Frauen (Elsi, die seltsame Magd) ein Denkmal gesetzt
- In der Volkserinnerung verblieb vor allem die Vorstellung von der Berner Obrigkeit verraten worden zu sein (beispielsweise Fraubrunnenlied)[13]

## Bildstrecke zu den Ereignissen in den Kantonen Bern und Solothurn
Die folgende Bildstrecke illustriert ausgewählte Ereignisse des Franzoseneinfalls am 2. März 1798 um 4 Uhr in Lengnau bis zum Fall von Bern am 5. März 1798. Dies erfolgt in der Form von «Stummen Zeitzeugen». Das können sein: Gemälde, Gebäude, Orte, Landschaften, Denkmäler, Grenzen und Zeitungsmeldungen.

### Aufmarsch der Franzosen vor und bei Lengnau
«Ring um Ring schloss sich vom Christmonat 1797 bis Ende Hornung 1798 die eiserne Kette der französischen Vorposten, rings um Lengnau auf bischöflichen Landen stehend. Durch sie gedeckt, hatte General Schauenburg bereits am 16. Hornung seinen Aufmarsch beendigt und stand mit dem Gros seiner Streitmacht in gedrängter Unterkunft am Büttenberg und den anliegenden Dörfern, am Südfuss des Jura, in Pieterlen, auf dem Jura in Rothmund, in Gehöften und Feldlagern. Das Gros seiner Artillerie, ca. 18 Batterien, am Büttenberg, jenseits der gefrorenen Sümpfe des Lengnauermooses und der Aegleren, direkt gegenüber Lengnau. Mit einem Teil der Artillerie rittlings der Strasse Pieterlen-Lengnau bei der Farb.»

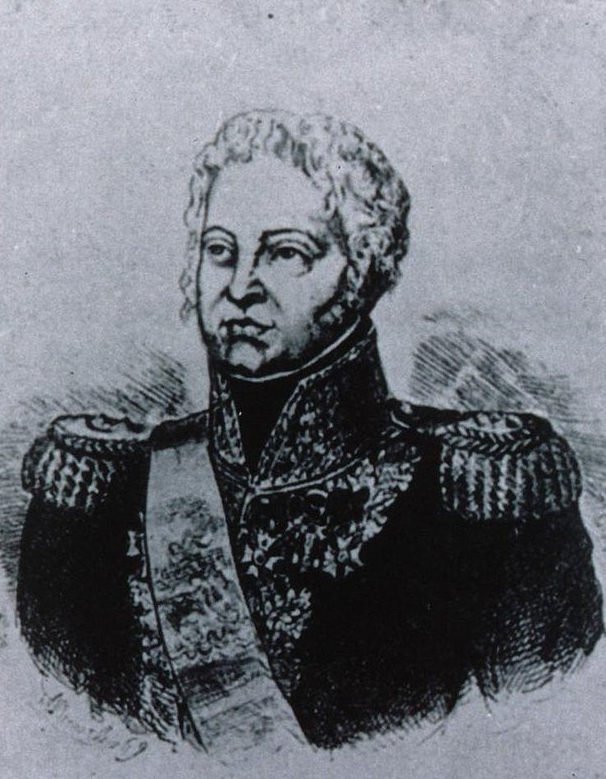
General Balthasar von Schauenburg leitete, unter dem Oberbefehl von General Guillaume-Marie-Anne Brune, die Planung und Durchführung des Angriffs an der Hauptfront Lengnau-Solothurn und weiter nach Bern.
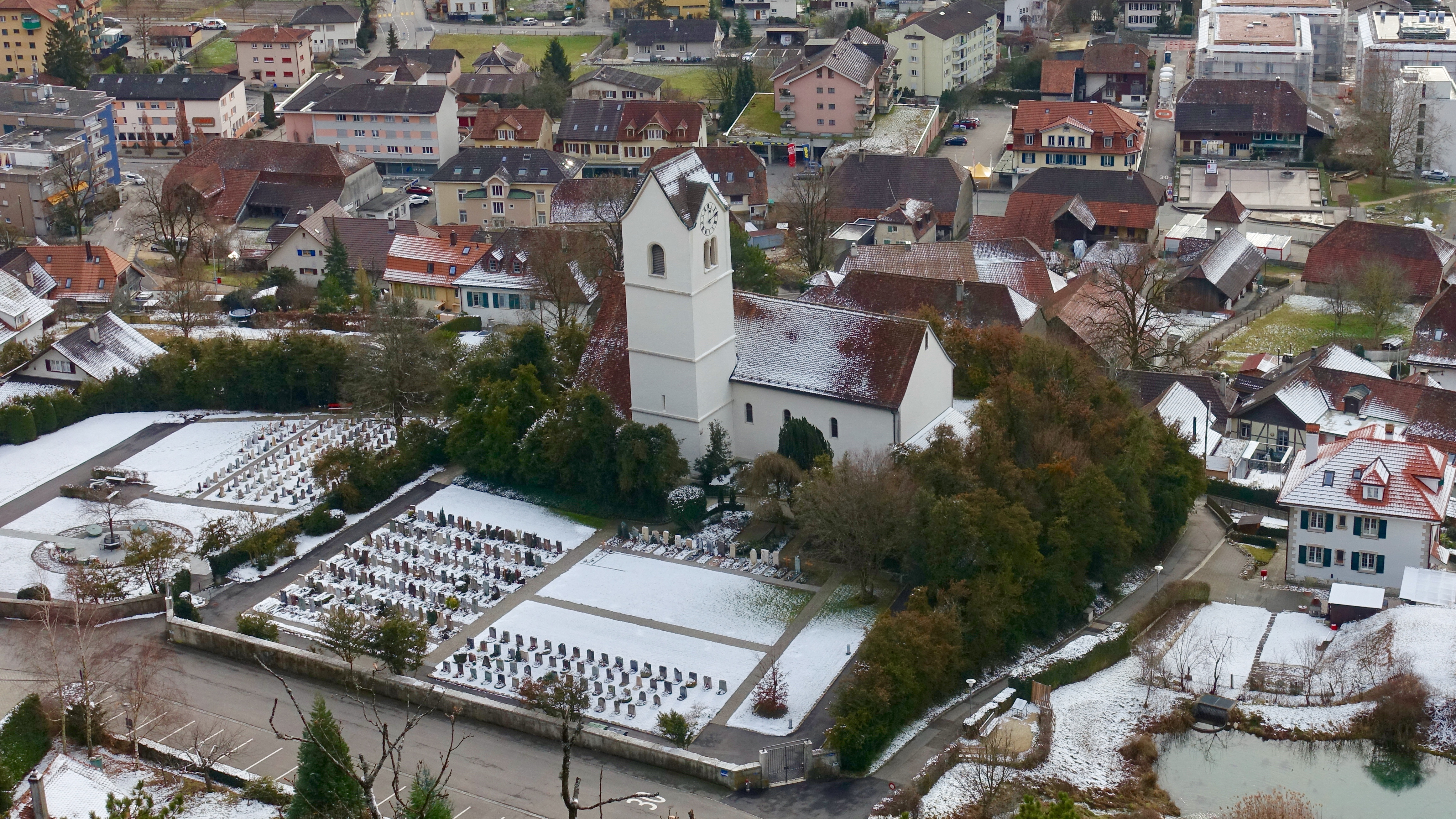
Kirche Pieterlen; Hier läuteten die Glocken am 2. März 1798 um 4 Uhr zum Angriff auf Lengnau. ⊙
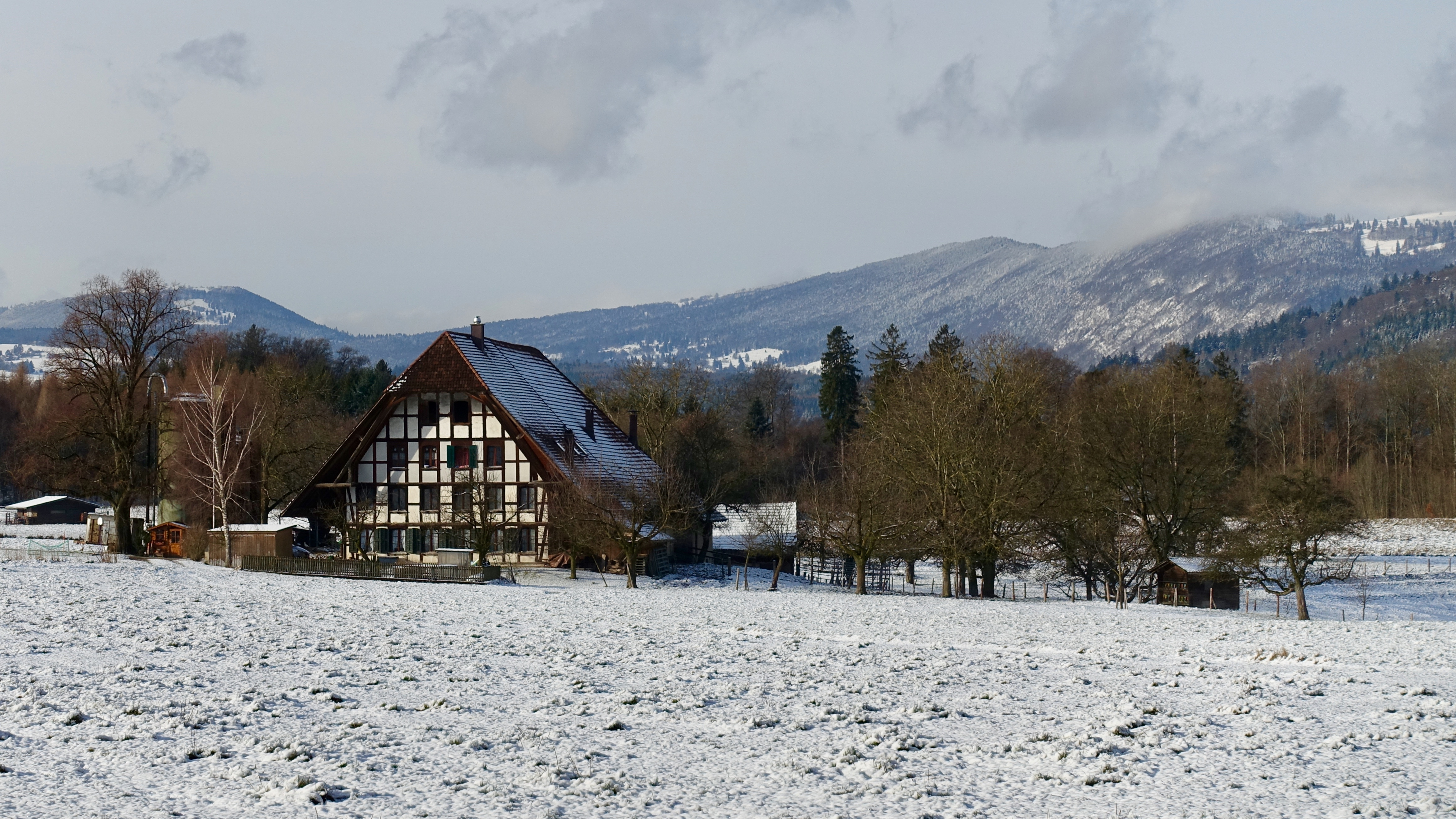
Schusswechsel vom 6. Februar 1798 zwischen Bernern und Franzosen beim Bartlomeehof ob Safnern. ⊙
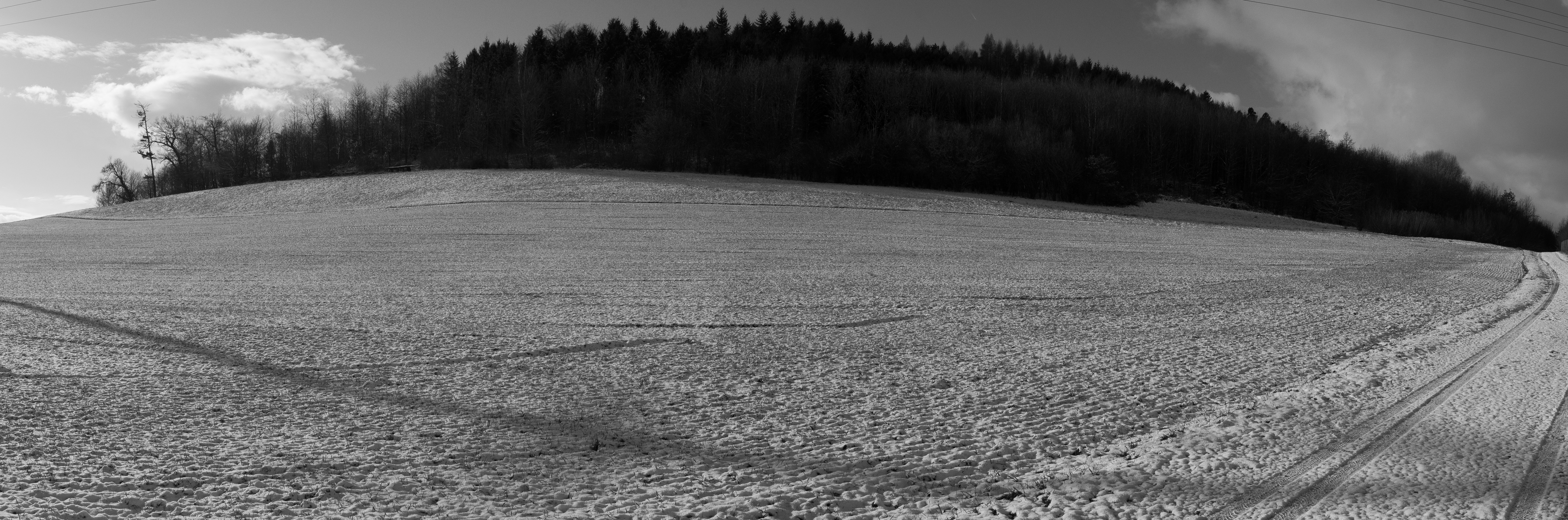
Meinisberg: Östlicher Ausläufer des Büttenbergs (Reibenwald); Hier biwakierte ein Teil der Französischen Armee. Das Gros ihrer Artillerie (ca. 18 Batterien) war hier aufgestellt. ⊙

### Kampfhandlungen am 2. März 1798

#### Erstes Gefecht in Lengnau

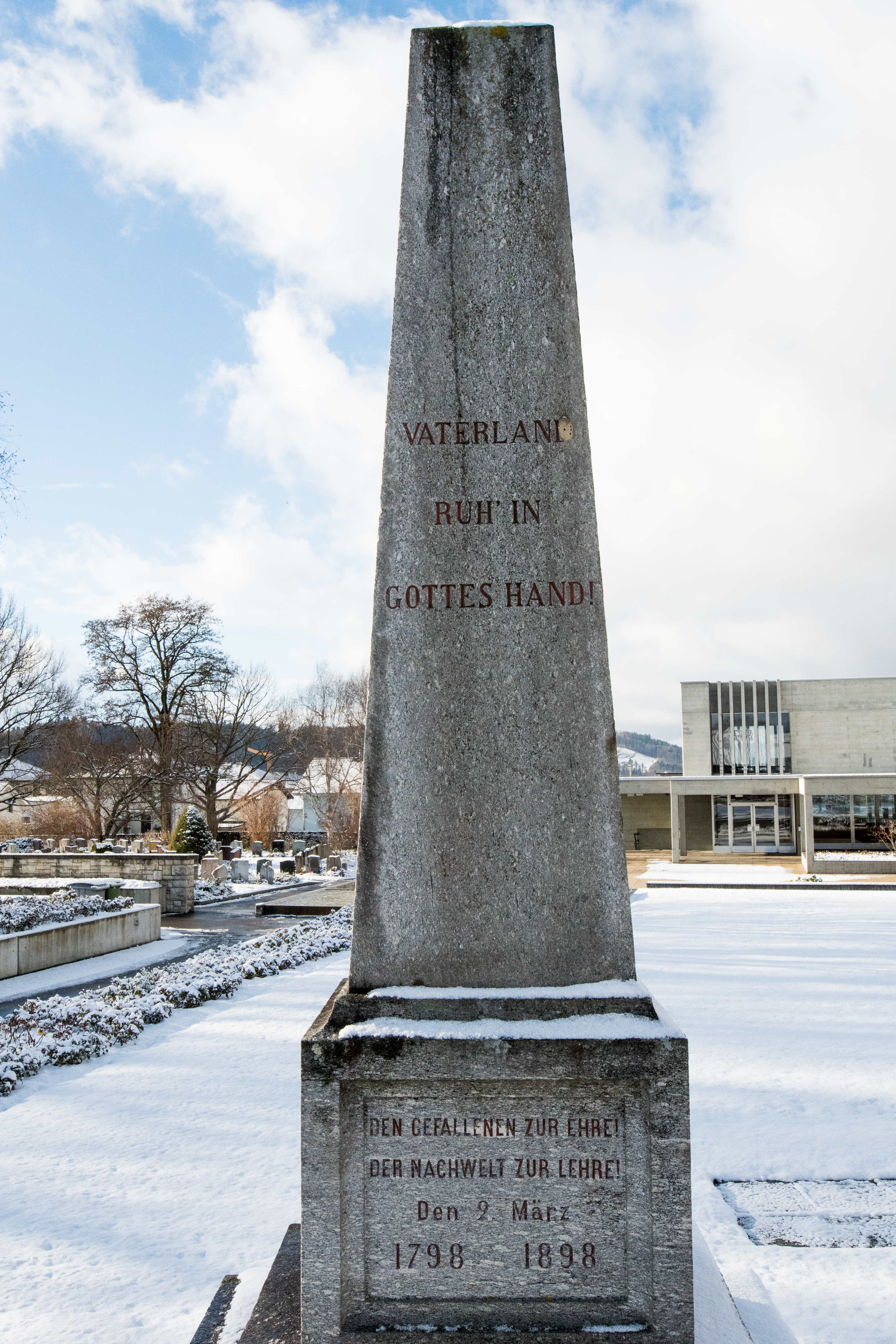
Denkmal für die am 2. März 1798 Gefallenen auf dem Friedhof von Lengnau

«Um 4 Uhr früh brachen die Franzosen von drei Seiten mit Übermacht ins Dorf ein. Die Oberländer sprangen auf und eilten auf ihre Posten. Die vier Geschütze ergossen ihre Kugelschauer. Die Offiziere gaben das Beispiel. Hartnäckig tobte der Kampf im Dunkel, das durch auflodernde Firsten erhellt wurde. Frauen kämpften mit; ihrer zwei fielen. Doch die Berner, des Nachtkampfes ungewohnt, der beständigen Überhöhung nicht gewachsen konnten sich gegen die Übermacht nicht halten. … Die Berner verloren 200 Mann an Toten und Verwundeten und ebensoviel Gefangenen …»

#### Widerstand bei Grenchen
«Und nun rückte der Feind gegen Grenchen vor. ... Mit leichter Mühe bemächtigte sich die französische Hauptmacht der Schanzen westlich des Dorfes, sowie der beiden Kanonen. Dagegen stiess die von Allerheiligen heranziehende feindliche Abteilung oberhalb des Dorfes bei den Tuffgruben auf hartnäckigen Widerstand. ... Nun erschien aber eine französische Kolonne, die über den Berg gedrungen war und drohte, die Verteidiger im Rücken zu fassen. Daher zogen sich diese ins Dorf zurück, wo sie sich neuerdings zur Wehr setzten, bis die Feinde von allen Seiten in die Ortschaft eindrangen, durch ihre Uebermacht jeden weiteren Widerstand unmöglich machten und die regulären Truppen zum Rückzuge gegen Bettlach und Haag nötigten.»

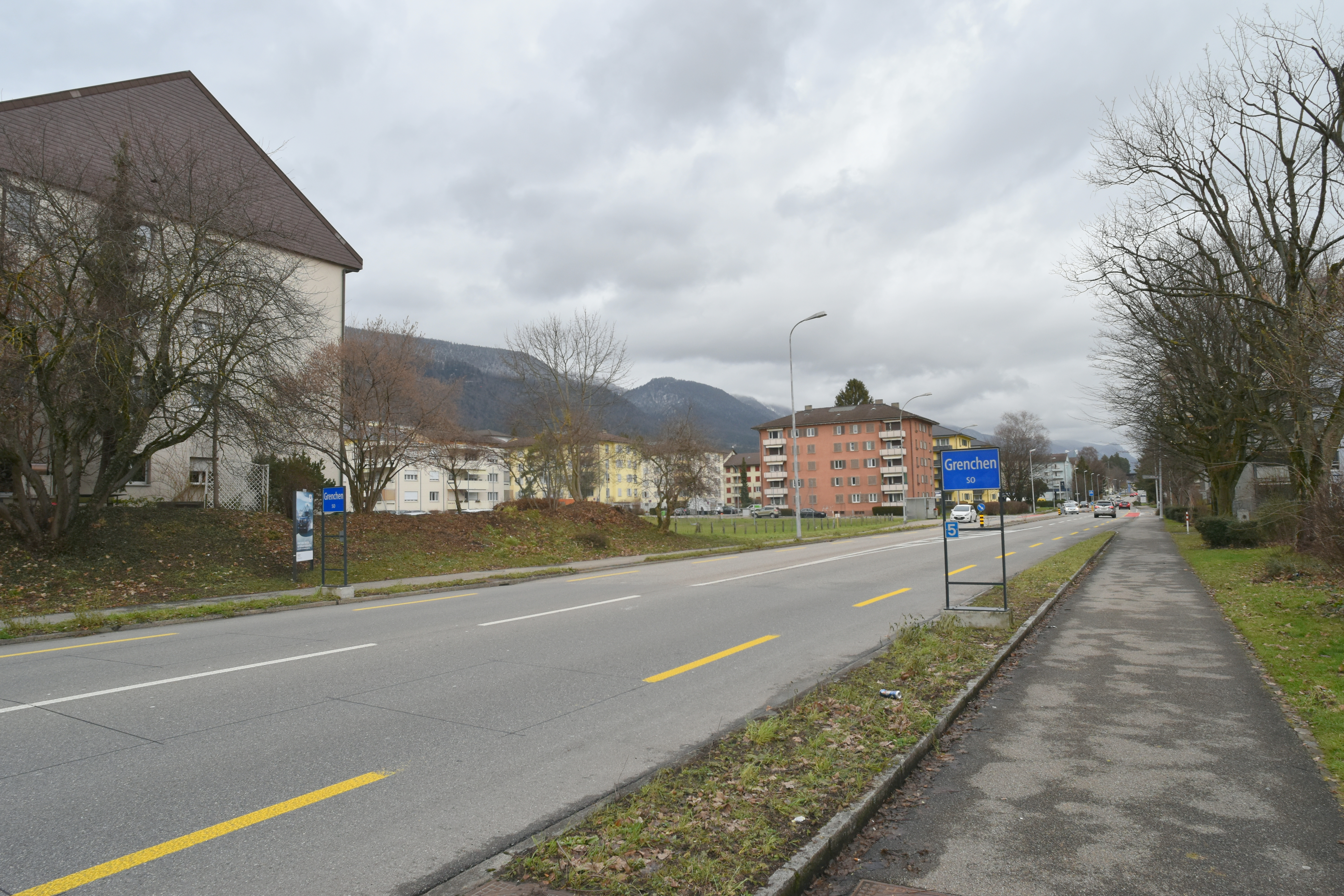
Das Gros der Truppen General Schauenburgs überschritt hier die Kantonsgrenze Bern/Solothurn. ⊙
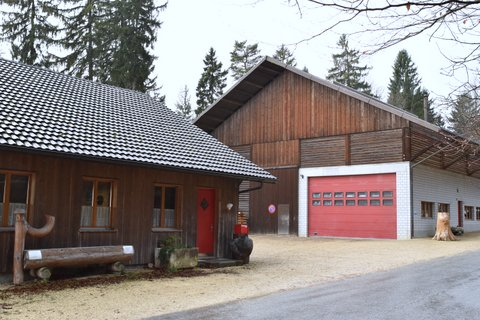
Für eines der Gefechte wird 'bei den Tuffgruben' angegeben, welche sich  im Gebiet der heutigen Holzerhütten befinden.⊙
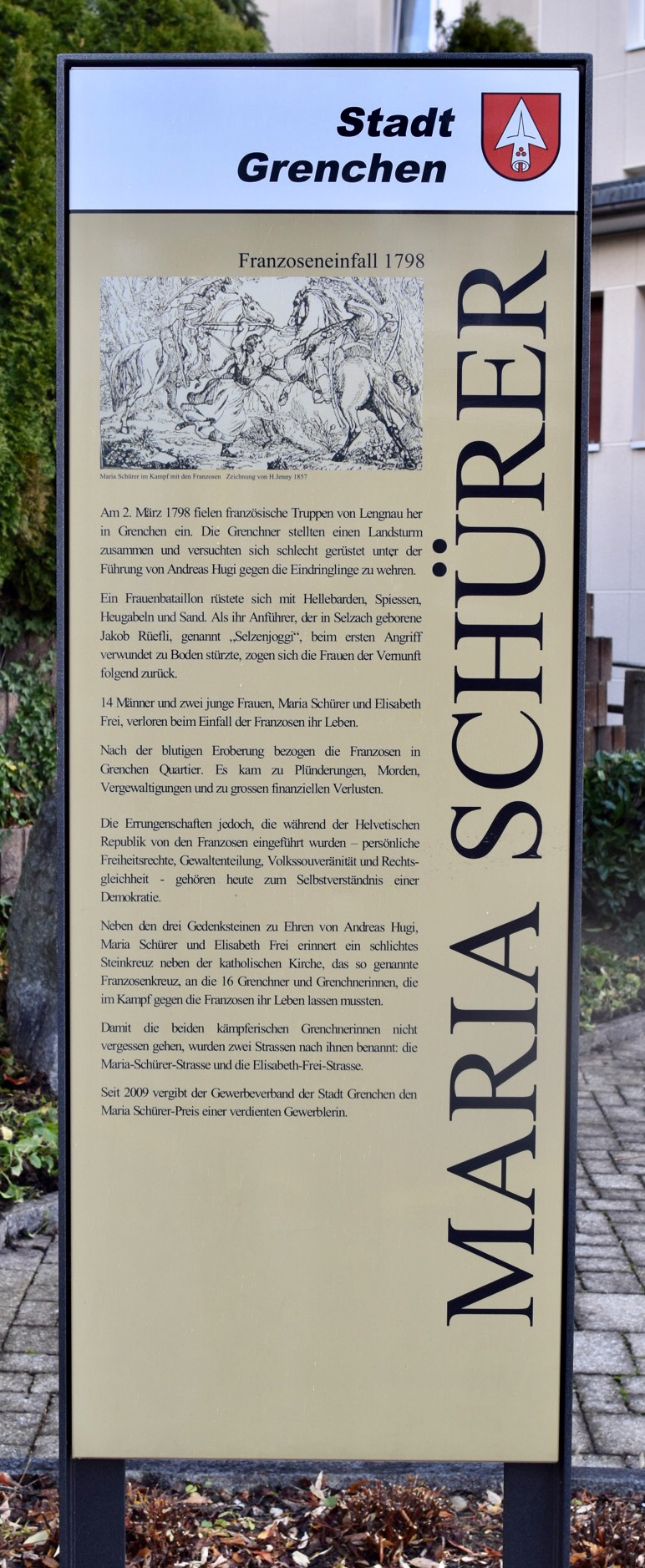
Information beim Denkmal für die am 2. März 1798 getöteten ‘Freiheitsheldinnen/-helden’. ⊙
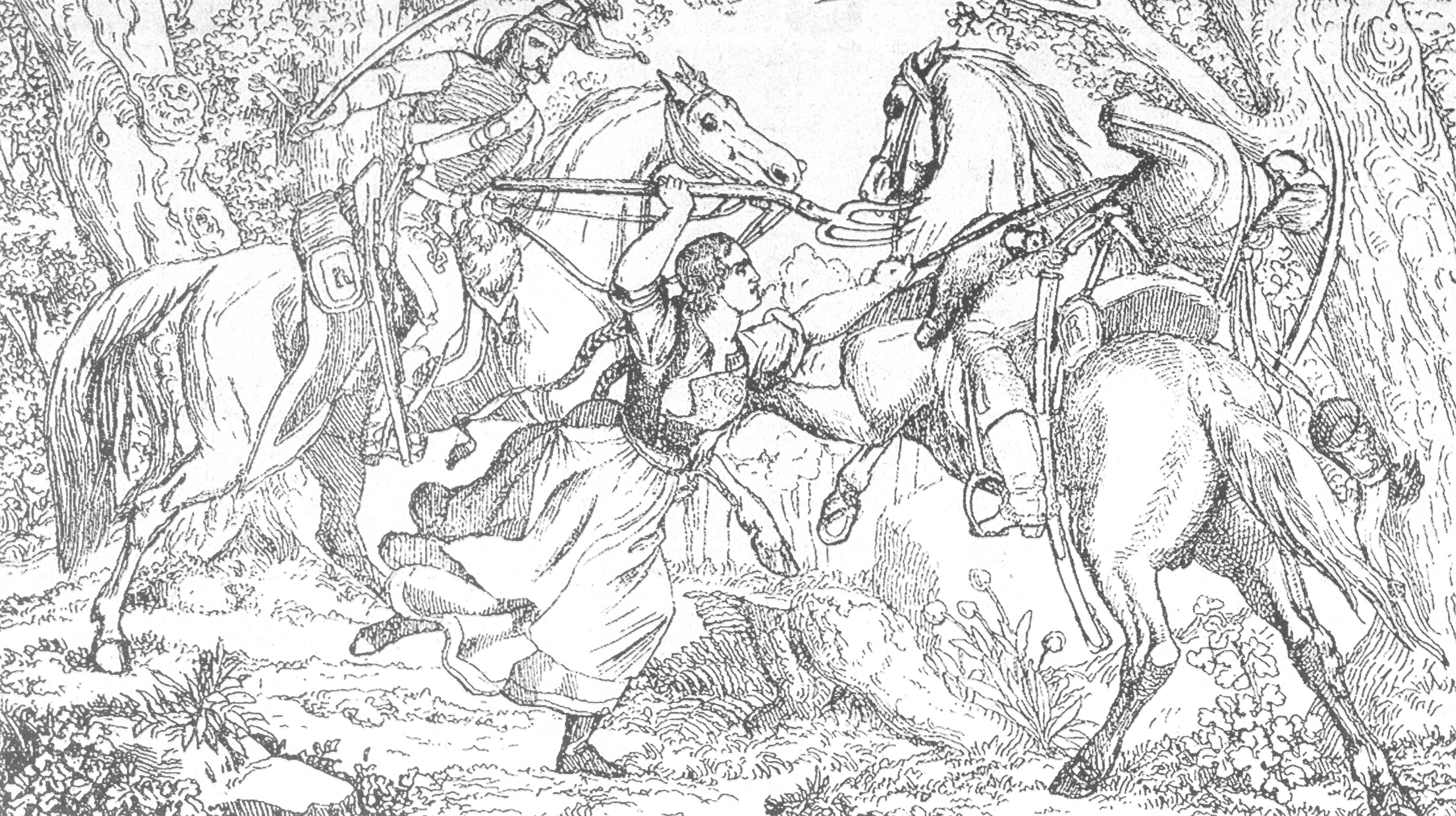
Künstlerische Interpretation des Kampfs mit zwei französischen Dragonern, von Anna Maria Schürer.

#### Widerstand bei Haag Bach

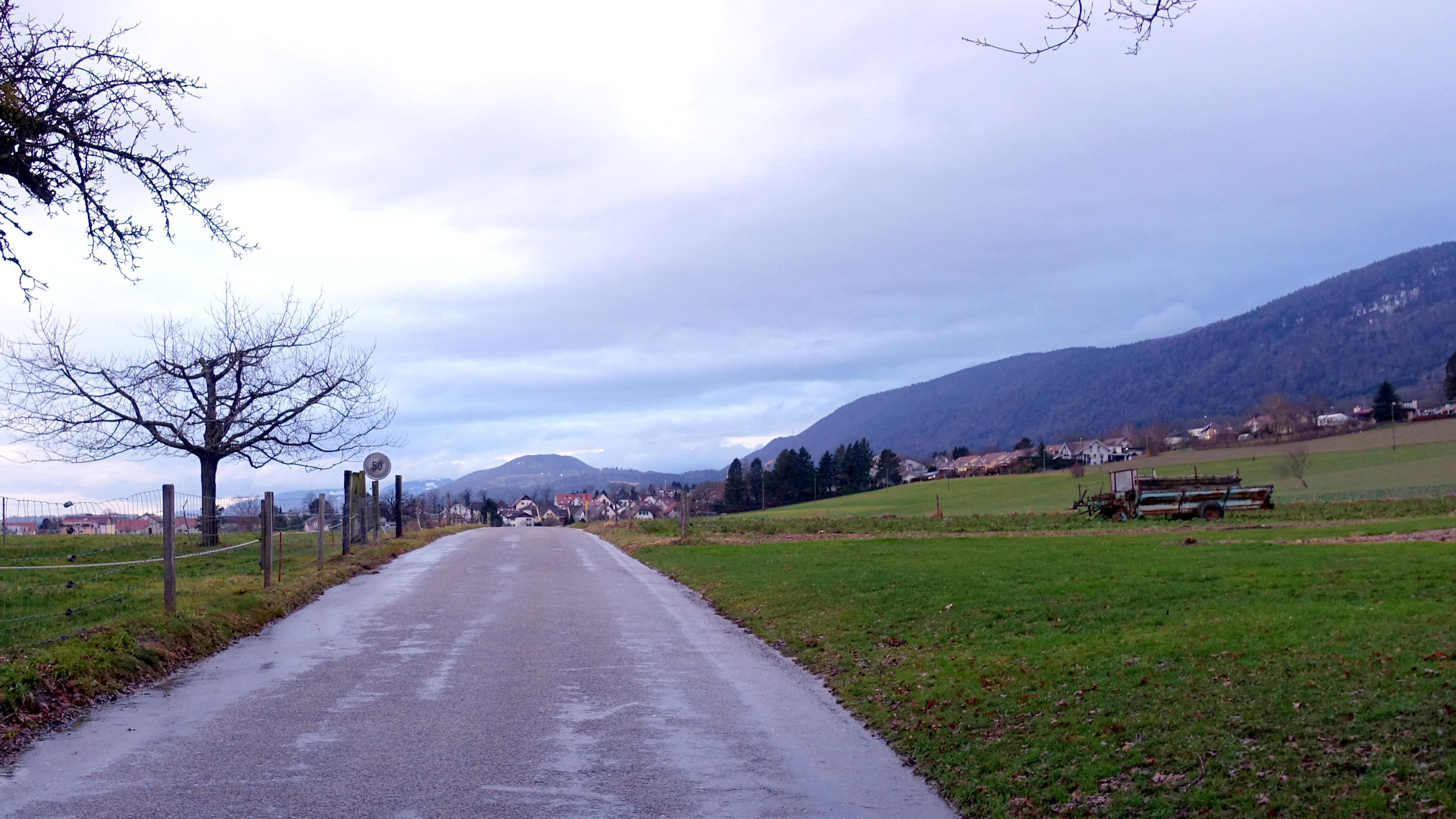
Haag Bach, Blick nach Westen in Richtung der entgegenkommenden Flüchtigen und der angreifenden Franzosen

«Bei Haag empfing das Bataillon May vom Regiment Zofingen die Flüchtigen und stellte sich im schwach befestigten Dorf den Verfolgern entgegen. Doch nach kurzem Kampf wurde es umgangen und die Flüchtigen grossenteils gefangen.»

#### Gefecht bei den Bellacher und Selzacher Weihern

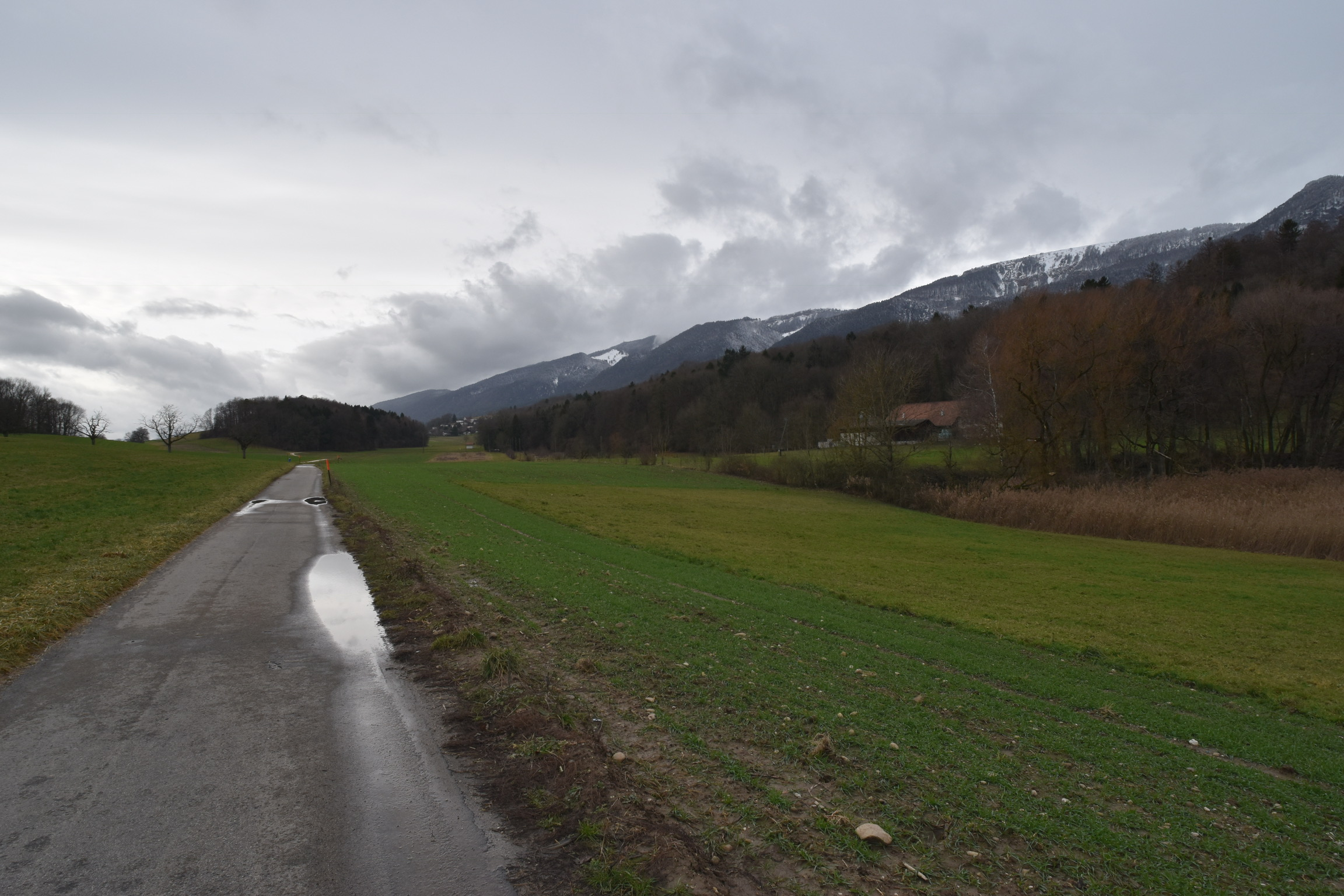
Beim Bellacher Weiher. Blick nach Westen in Richtung der angreifenden Franzosen

«Bei den sogenannten Bellacher und Selzacher Weihern, südlich und nördlich zwischen mit Gebüsch und Waldungen besetzten Hügeln, oberhalb der alten Landstrasse gelegen und durch einen engen Holzweg getrennt, stellten sich namentlich die Berner noch einmal zu kräftiger Gegenwehr. Es fehlte nicht an Beispielen grossen Heldenmuths und Aufopferung. Mancher Solothurner und Berner wehrte sich wie ein Rasender und bis auf den Tod, jeden Zuruf von Pardon verschmähend. ... Die französische Übermacht war aber zu gross und von jetzt an hatte aller Widerstand aufgehört ...»

#### Kapitulation von Solothurn
Beim Heidenkäppeli in Solothurn trafen die Gesandten der Stadt am 2. März 1798 abends auf den französischen General Schauenburg. Dieser schlug ihnen die Bitte um einen Waffenstillstand ab. Er forderte die Übergabe der Stadt innert einer halben Stunde, verbunden mit der Drohung die Stadt abzubrennen und die Mitglieder der Regierung hinzurichten.

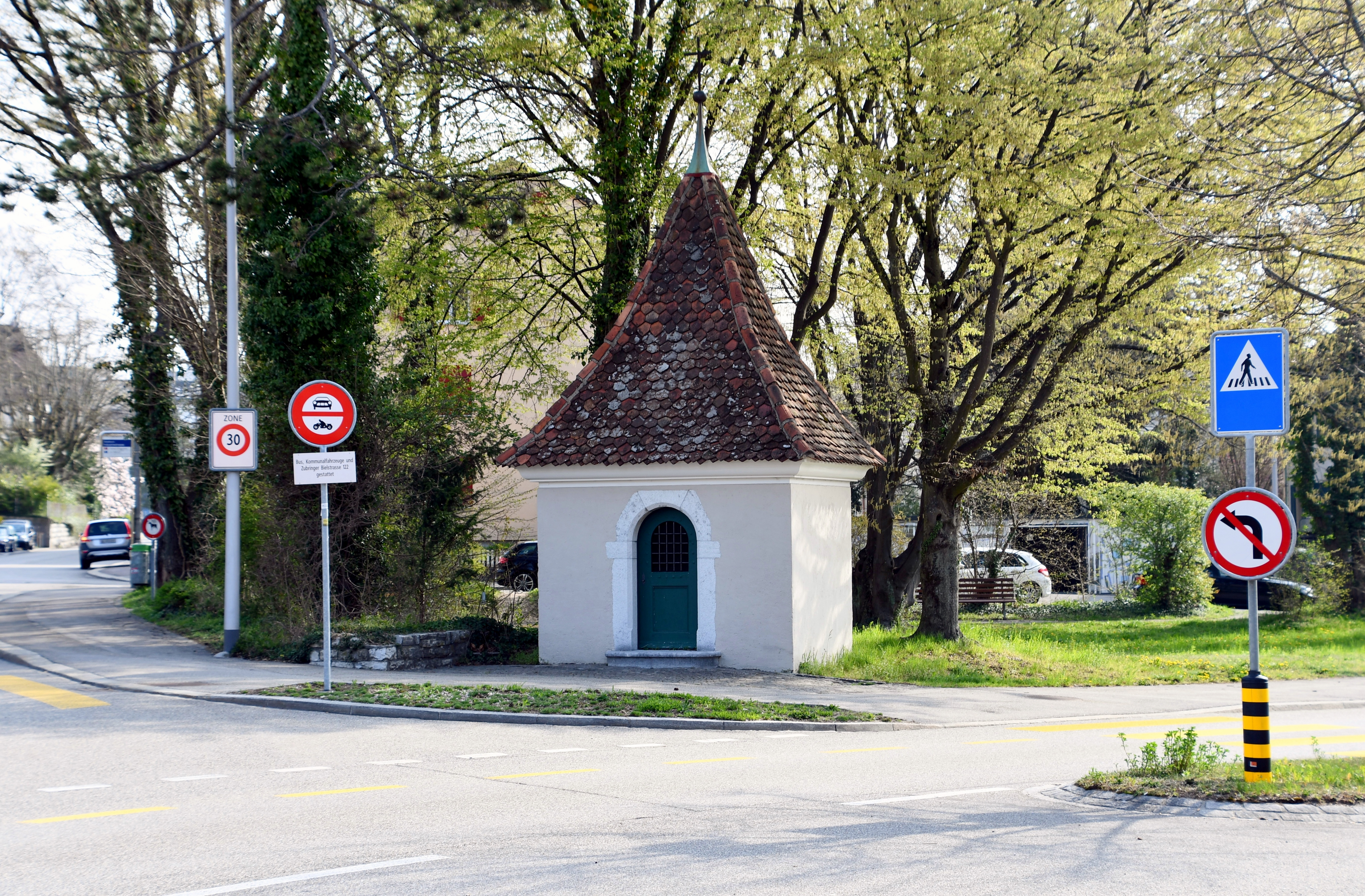
Heidenkäppeli in Solothurn ⊙
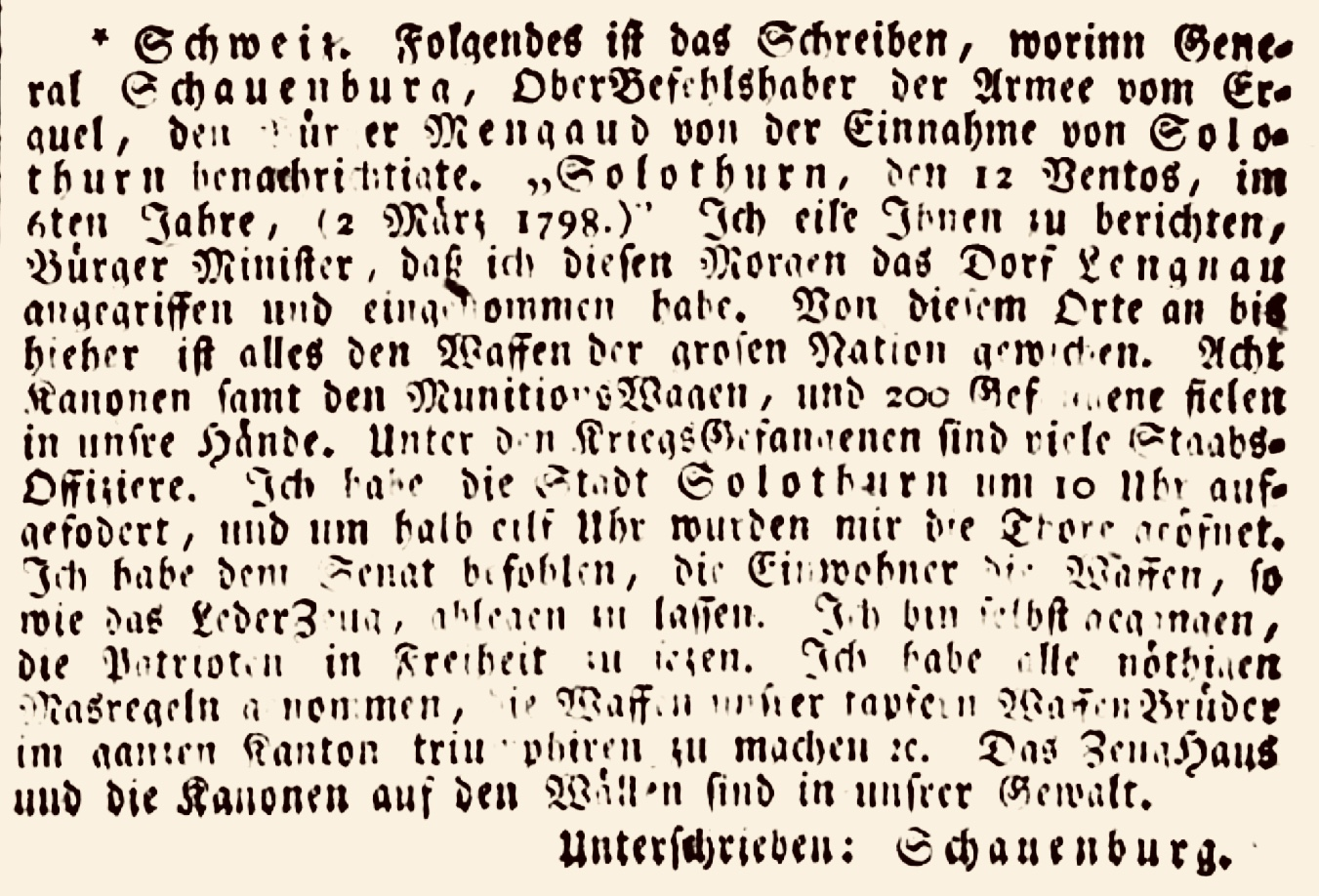
Meldung des Siegers in der Allgemeinen Zeitung vom 9. März 1798
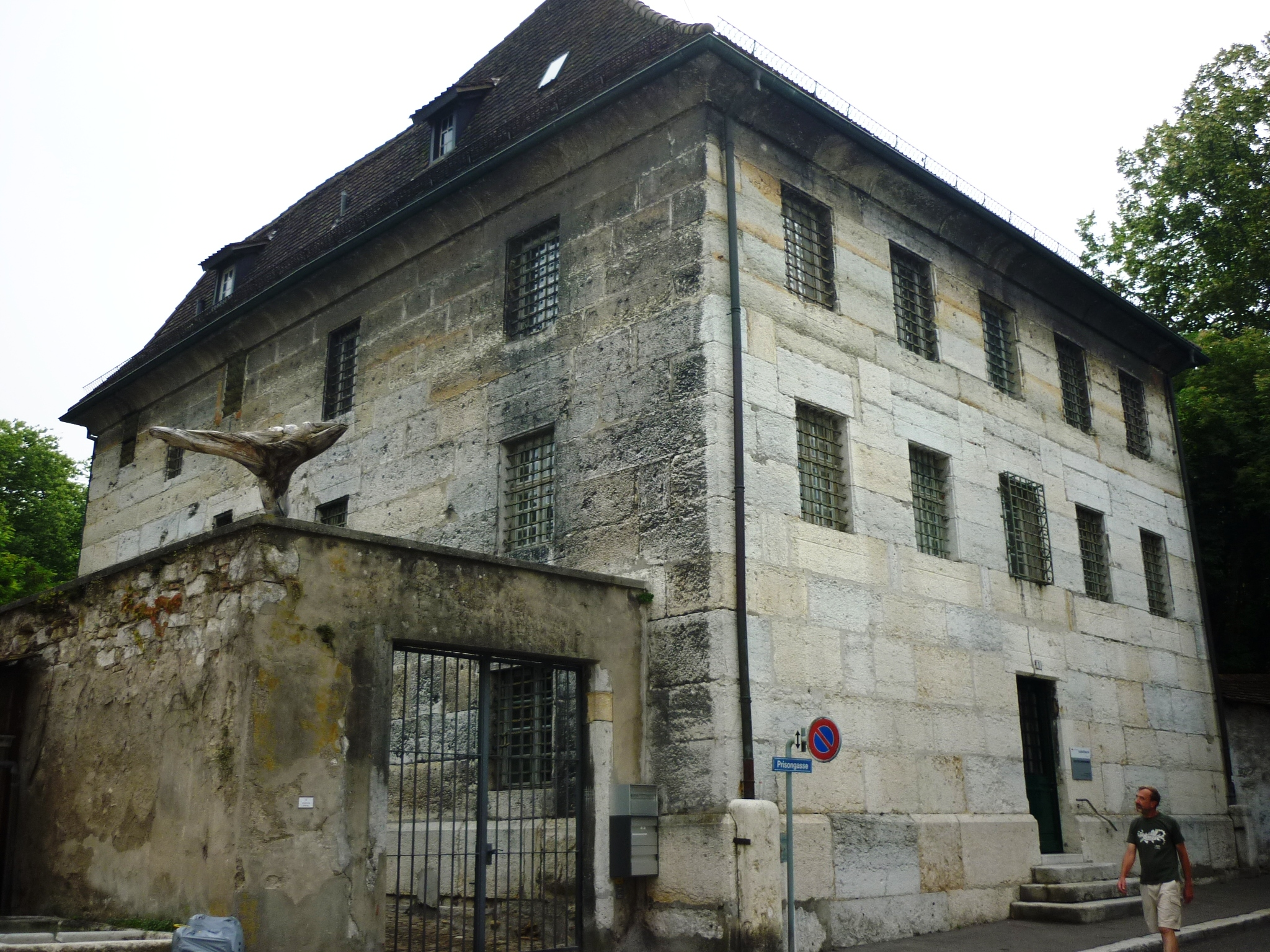
Aus dem früheren Gefängnis befreite Schauenburg eigenhändig rund 150 'Patrioten'. ⊙
Nach dem Einmarsch der Franzosen wurde auf dem Marktplatz ein Freiheitsbaum errichtet (Symbol der Französischen Revolution) und am 25. März 1798 mit einem Verfassungsfest zelebriert.

#### Schusswechsel bei Büren an der Aare
Am 2. März 1798 lieferten sich Berner und Franzosen einen Schusswechsel über die Aare. Dabei gerieten auf beiden Seiten mehrere Häuser in Brand. Auch die Brücke wurde angezündet und zerstört. Nach dem Abzug der bernischen Truppen in Richtung Fraubrunnen und Grauholz mussten die Franzosen von der fürstbistümlichen Seite mittels Booten auf bernisches Territorium herübergeholt werden, um sich damit weiteren Verwüstungen, Plünderungen und Gewalttaten durch die 'Befreier' auszusetzen.

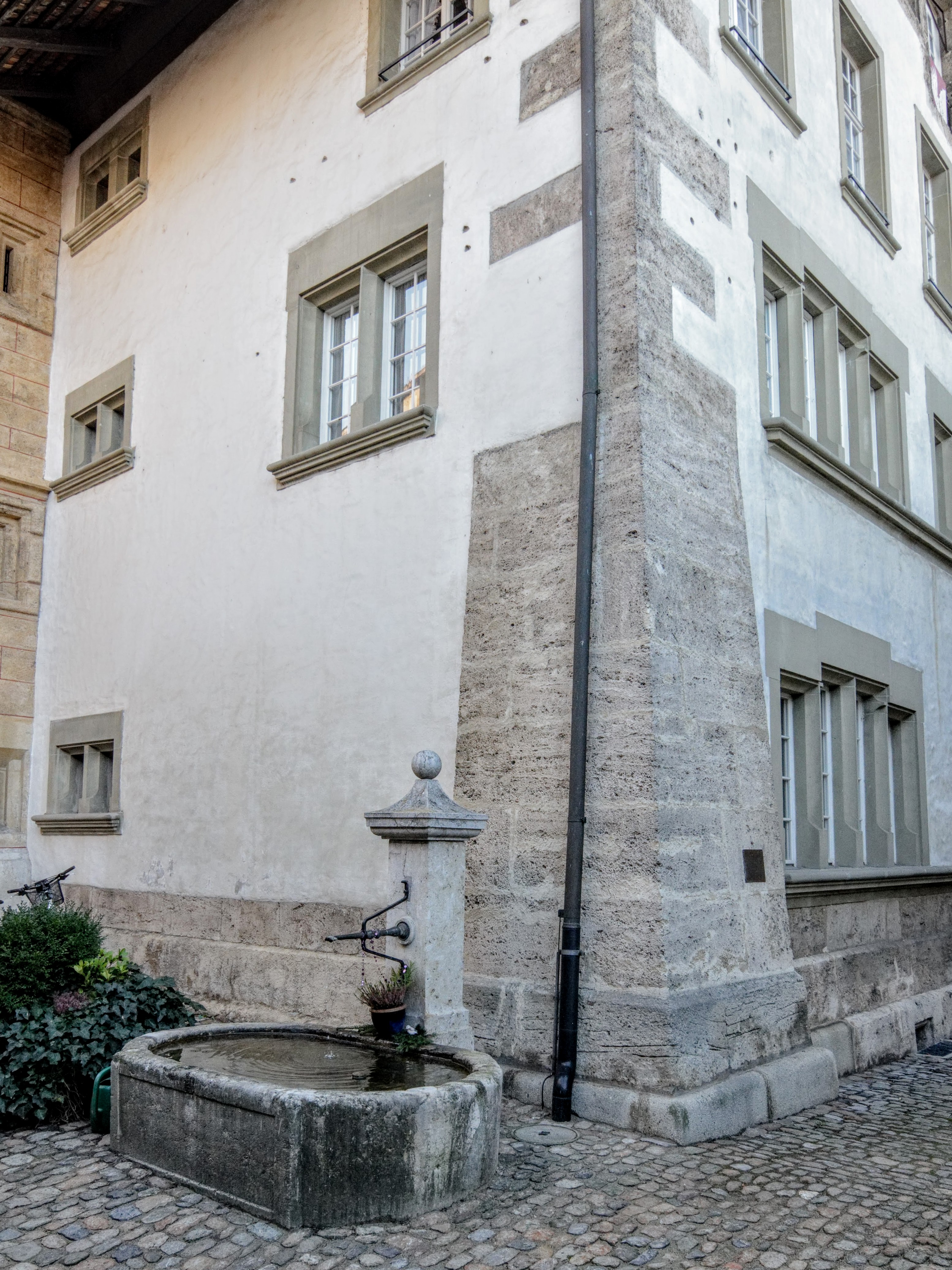
Einschusstellen im Innenhof des Schlosses zeugen vom Beschuss durch die Franzosen.
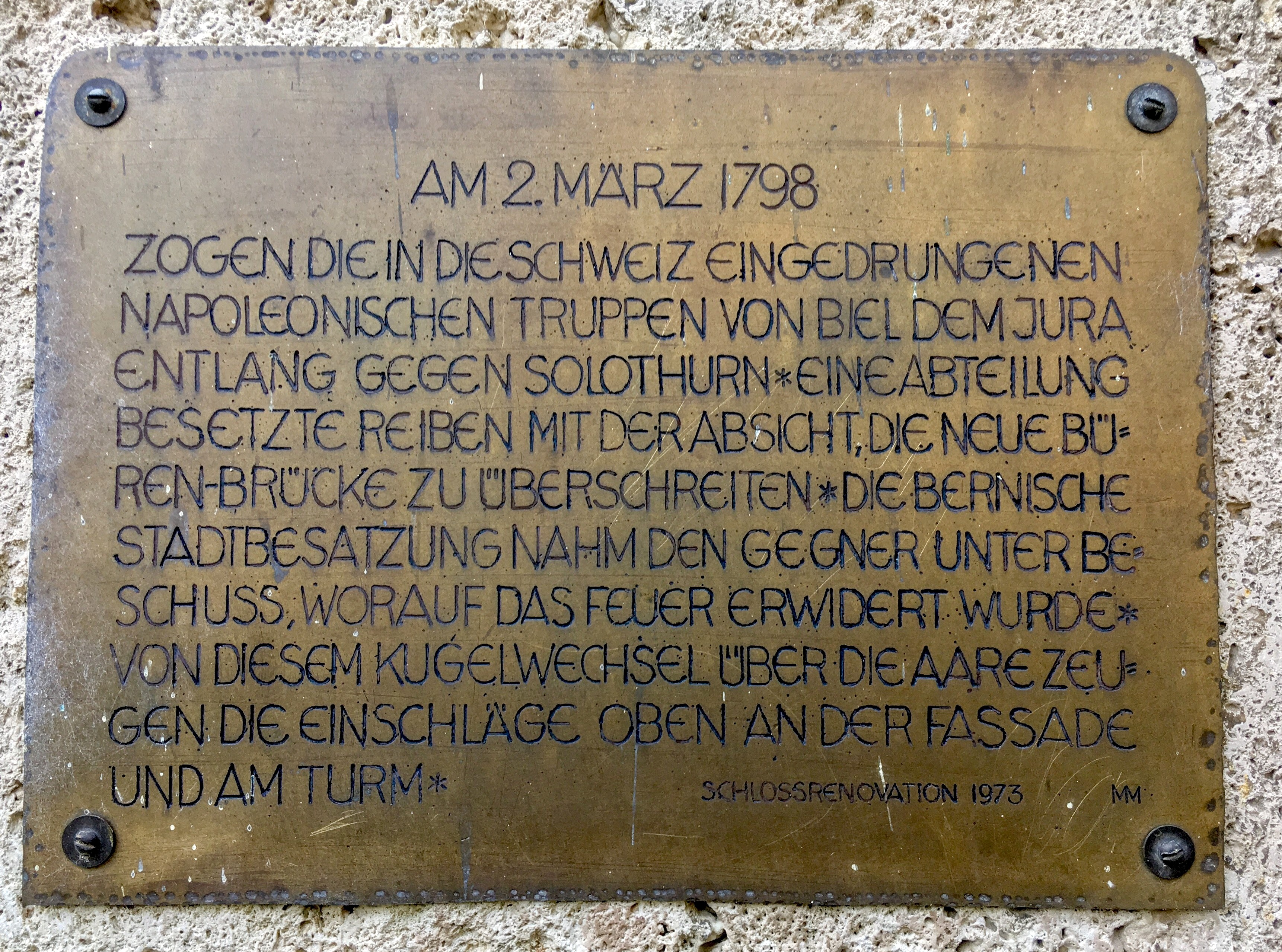
Gedenktafel zum Schusswechsel vom 2. März 1798 zwischen Bernern und Franzosen ⊙
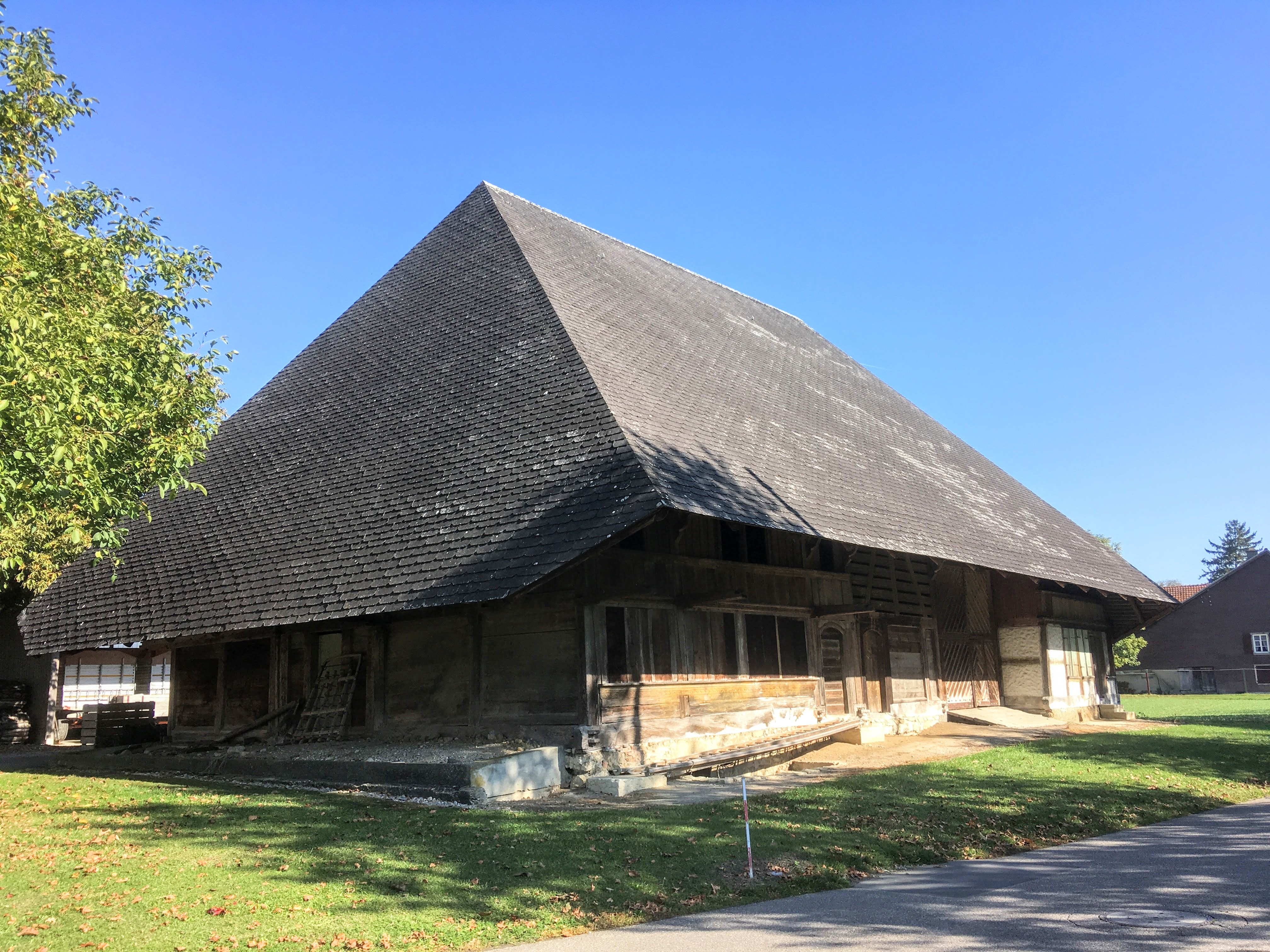
Gerberhaus in Reiben bei Büren an der Aare. Beim Schusswechsel am 2. März 1798 abgebrannt und anschließend gleich neu erbaut. ⊙

#### Gefecht im Ruhsel

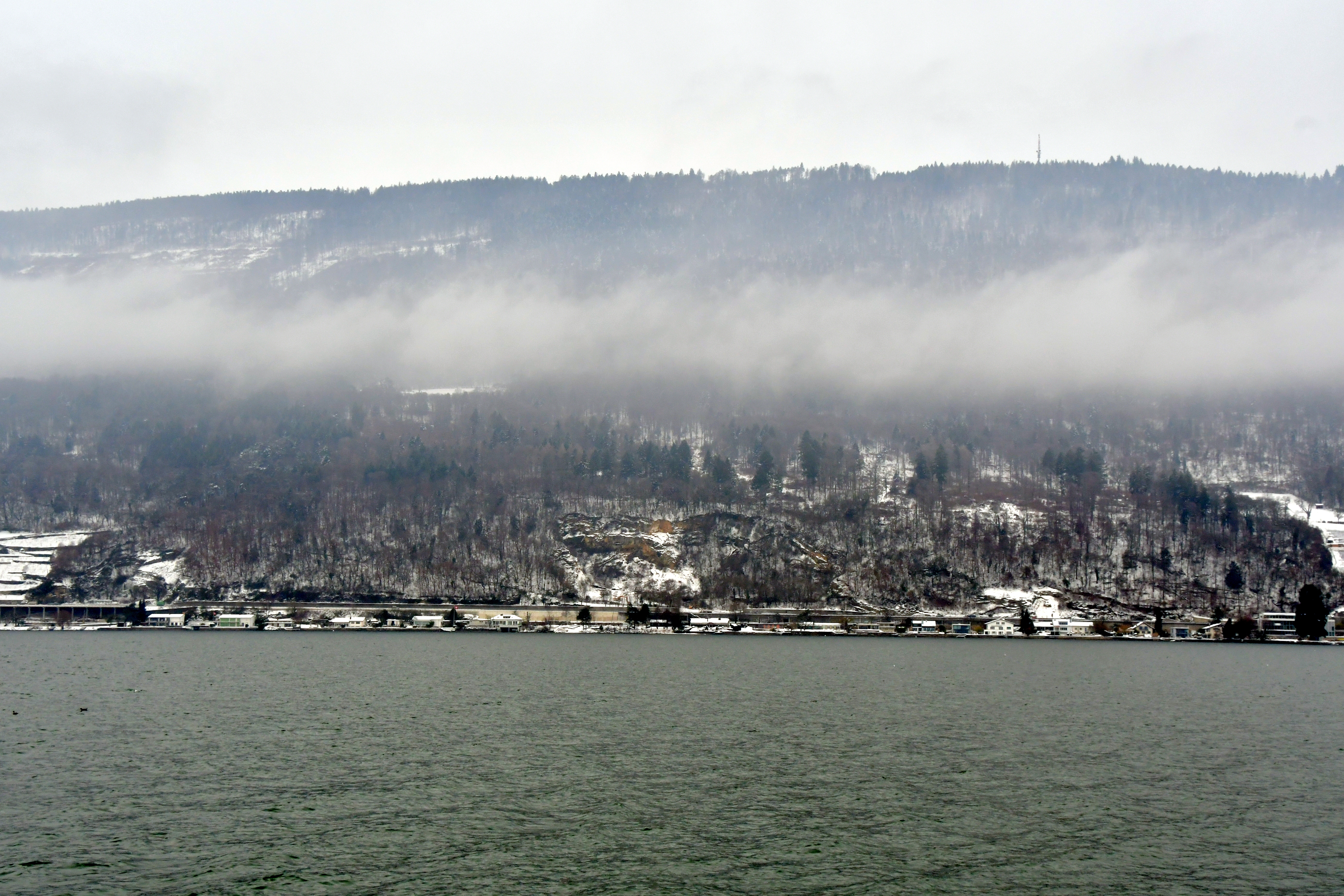
Im Ruhsel (Nidauwald) zwischen Vingelz und Alfermée

«Am 2. März 1798 … fand auch im ‚Ruhsel‘ oder Nidauwald … zwischen Vingelz und Alfermee ein Gefecht statt, dessen Folge war, dass die Dörfer zwischen Biel und Neuenstadt infolge einer Kapitulation an die Franzosen übergeben wurden. Das Gefecht hat keine grosse Bedeutung gehabt, denn unsere Leute waren nicht siegreich und vollbrachten auch nicht bedeutende Thaten, welche besonderer Erwähnung werth wären; allein es hilft doch den Beweis unterstützen, dass unsere Leute damals den Willen und Muth hatten, gegne den Feind sich zu wehren, und dass bei besserer Ordnung im Ganzen und von Oben die Franzosen das alte Bern, wenn‘s nicht ein veraltetes gewesen wäre, nicht so leicht über den Haufen geworfen hätten, wie‘s geschah.»

### Kampfhandlungen am 4. und 5. März 1798

#### Schlacht bei Neuenegg
«In der Nacht vom 4. auf den 5. März überwältigten die Franzosen das kleine Berner Kontingent, das den Übergang über die Sense bei Neuenegg bewachte. Auf Berner Seite wurde noch in der Nacht der Berner Landsturm aufgerufen. In der Stadt Bern mobilisierte Generaladjudant Johann Weber die vorhandenen Soldaten, 2300 Mann und brach am Morgen des 5. März 1798 Richtung Neuenegg auf. In der Zwischenzeit hatten die Franzosen bereits Oberwangen erreicht, wo sie jedoch auf die Scharfschützenkompagnie Tscharner trafen, die auf dem Könizberg gelagert hatte und von diesen nun aufgehalten wurden. Als Weber mit seinen Truppen eintraf, trieben die Berner die Franzosen bis zur Ebene von Neuenegg, wo sie jedoch in das Feuer von mehreren französischen Artillerie- und Infanteriebataillonen kamen. Bei dem nun folgenden Sturmangriff auf die Franzosen kam es zu erheblichen Verlusten auf Berner Seite. Die Franzosen begannen sich über die Sensebrücke in Richtung Freiburg zurückzuziehen und wurden hierbei ständig von drei bernischen Kanonen beschossen. Am späteren Nachmittag war die Schlacht gewonnen und Weber wollte bereits den Befehl zur Verfolgung der Franzosen geben, als aus Bern die Nachricht kam, dass die Schlacht am Grauholz verloren sei und General Schauenburg bereits in Bern eingezogen sei. Weber sah sich gezwungen, den Befehl zum Rückzug zu geben, was zu Empörung bei der Truppe und zu Ausschreitungen gegen die Offiziere führte.»

Lage: ⊙

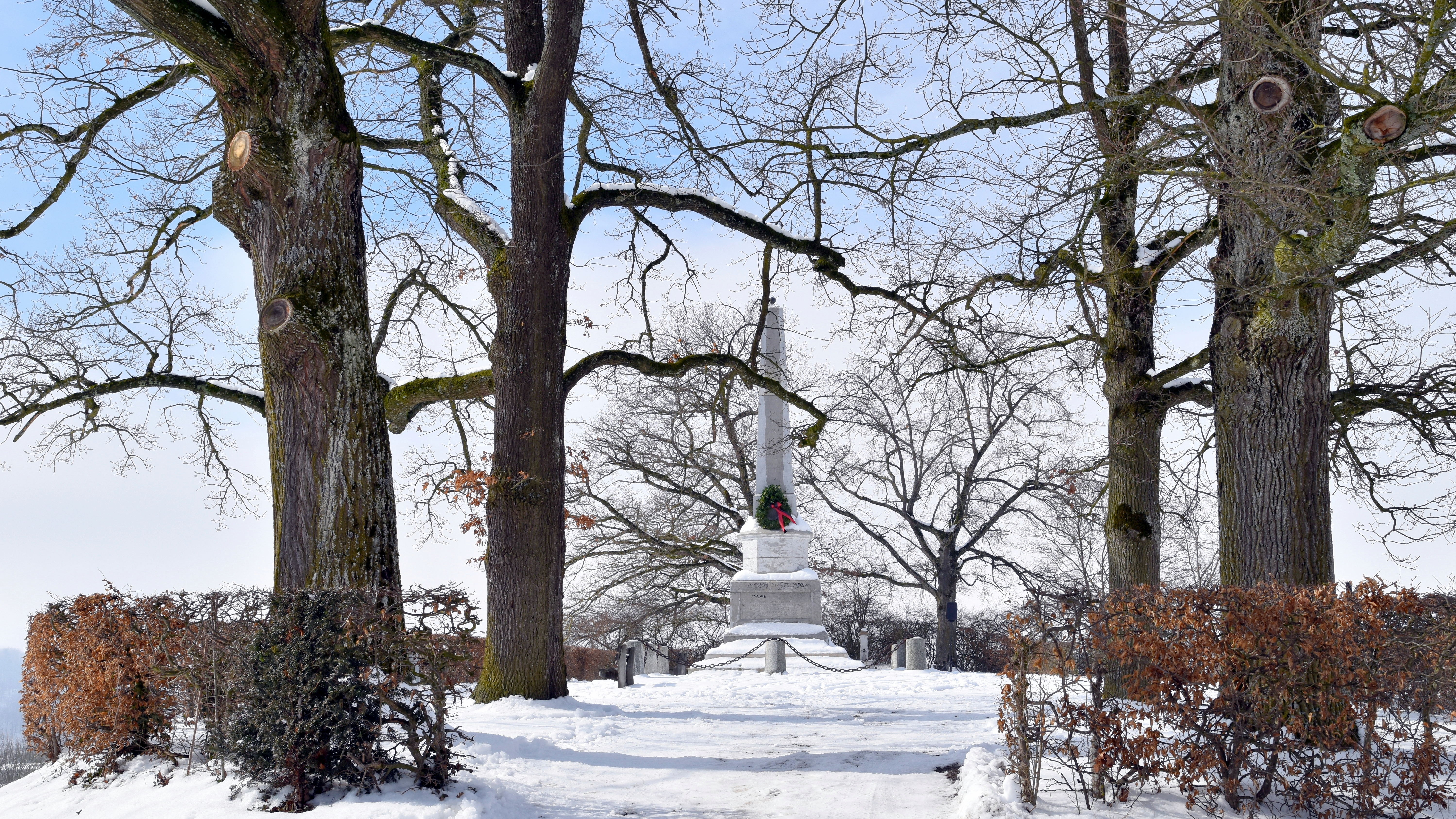
Schlachtendenkmal und Grabstätte der 135 Gefallenen. Inschriften: «Hier siegten Bern's tapfere Krieger über Frankreichs stolze Schaaren am fünften Merz MDCCLXXXXVIII» und «Den Kampf gewonnenen das Vaterland verloren!» ⊙
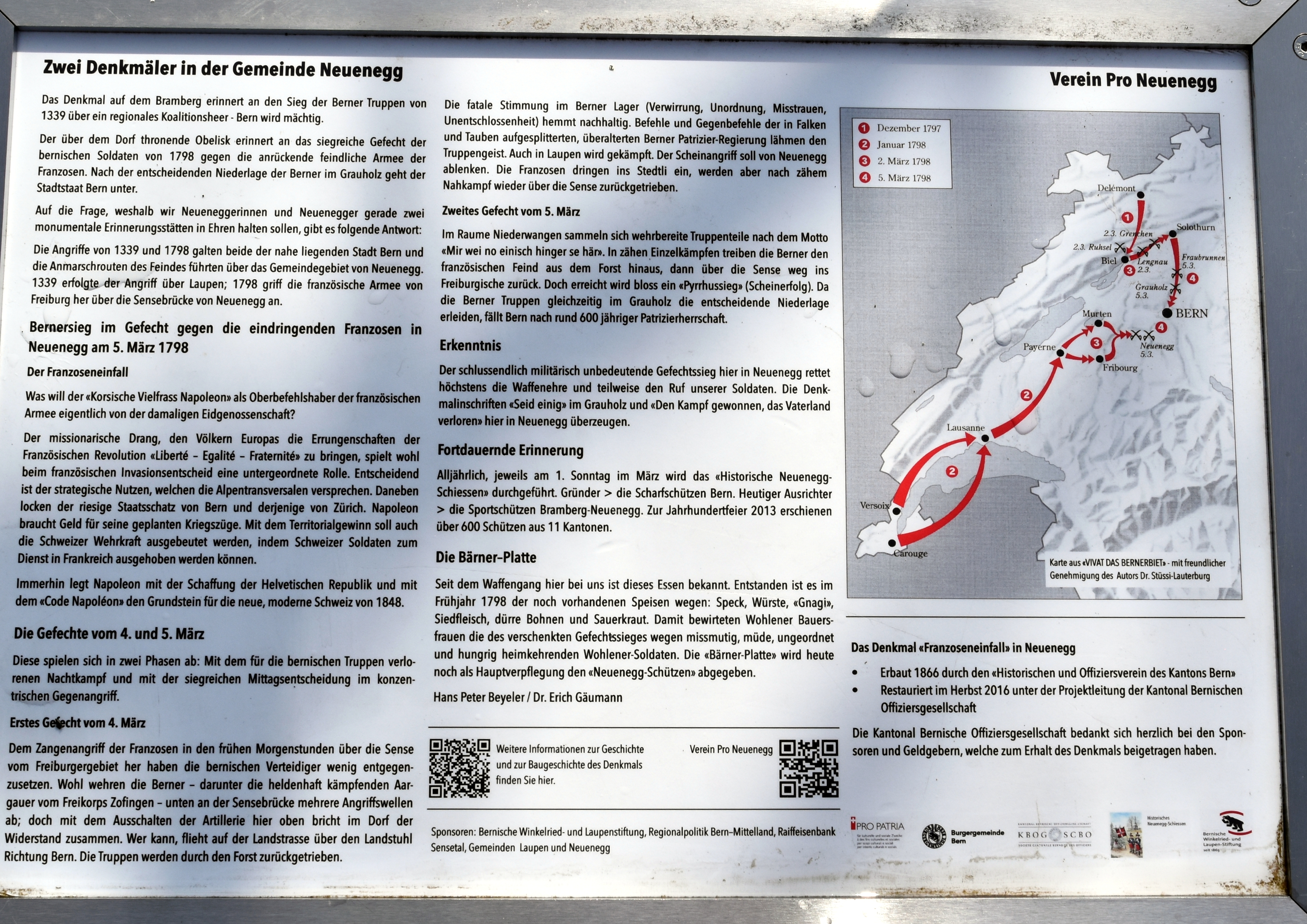
Informationstafel zur Schlacht bei Neuenegg
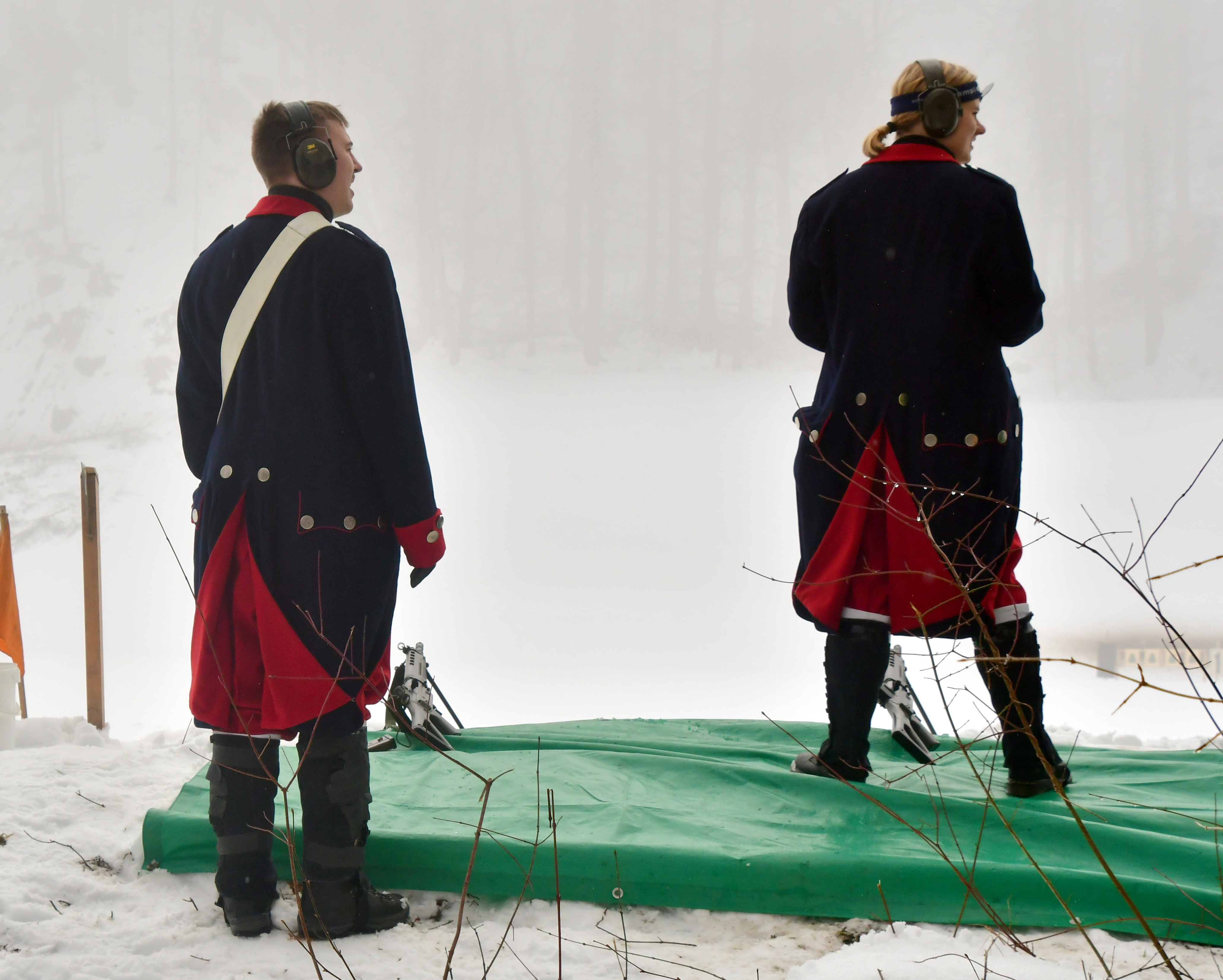
Schützen am historischen Neueneggschiessen in alten Berner Uniformen. ⊙

#### Schlacht bei Fraubrunnen
Das Fraubrunnenlied spiegelt sehr gut die Gefühle wider, die nach dem verlorenen Krieg in der Berner Bevölkerung geherrscht haben.
Doch waren wir zu schwach,

Zu gewinnen eine Schlacht:

Drum man dich übergeben hat,

O Bern, du schöne Stadt.

O Bern, du Schöne Stadt,

Jez bist du ganz schabab,

Und warst doch viele hundert Jahr

Ein' freie Republik.

3. Strophe Fraubrunnenlied

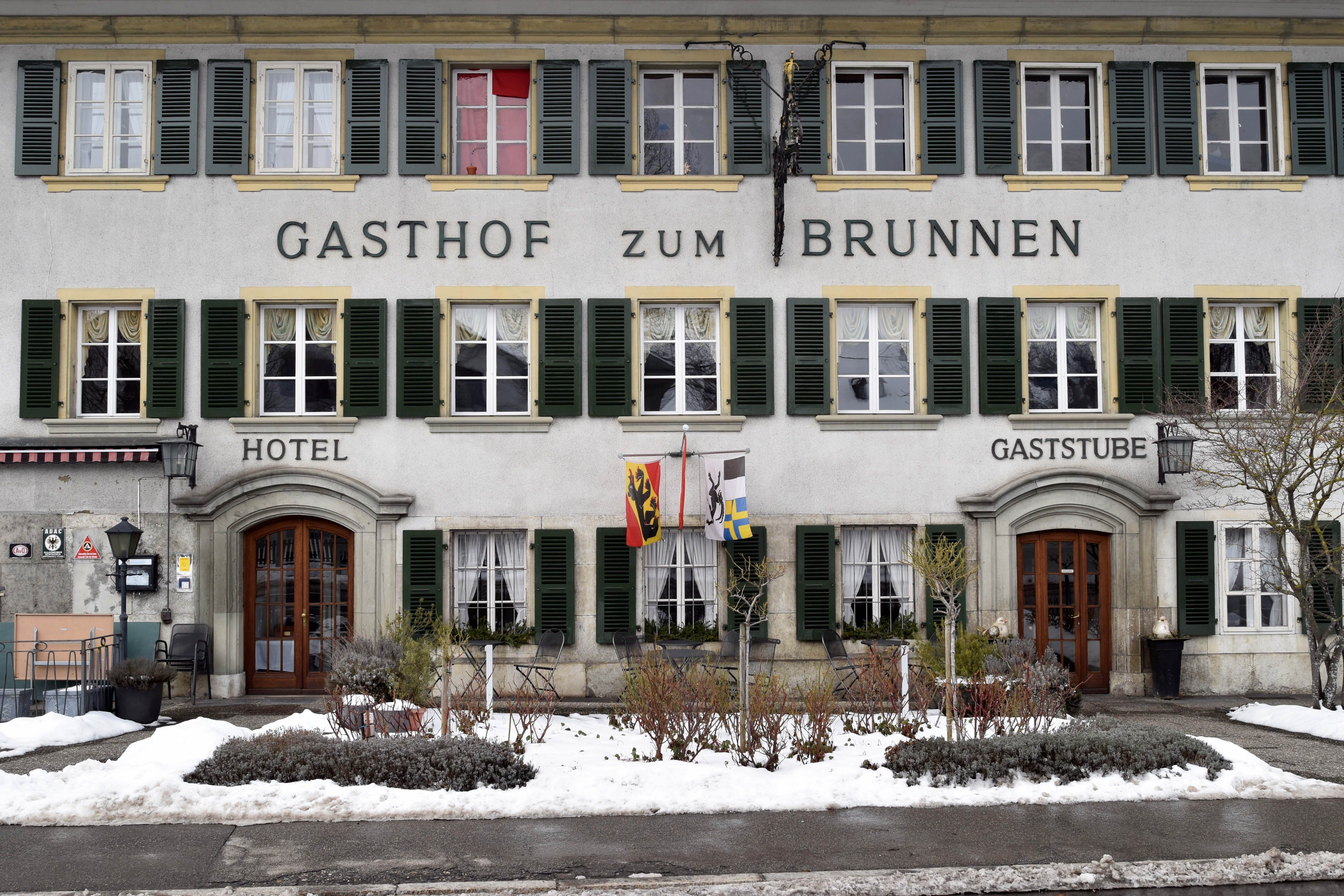
Gasthof zum Brunnen in Fraubrunnen. Hier kehrte Napoleon am 23. November 1797 auf seiner Erkundungsreise durch die Schweiz ein. ⊙
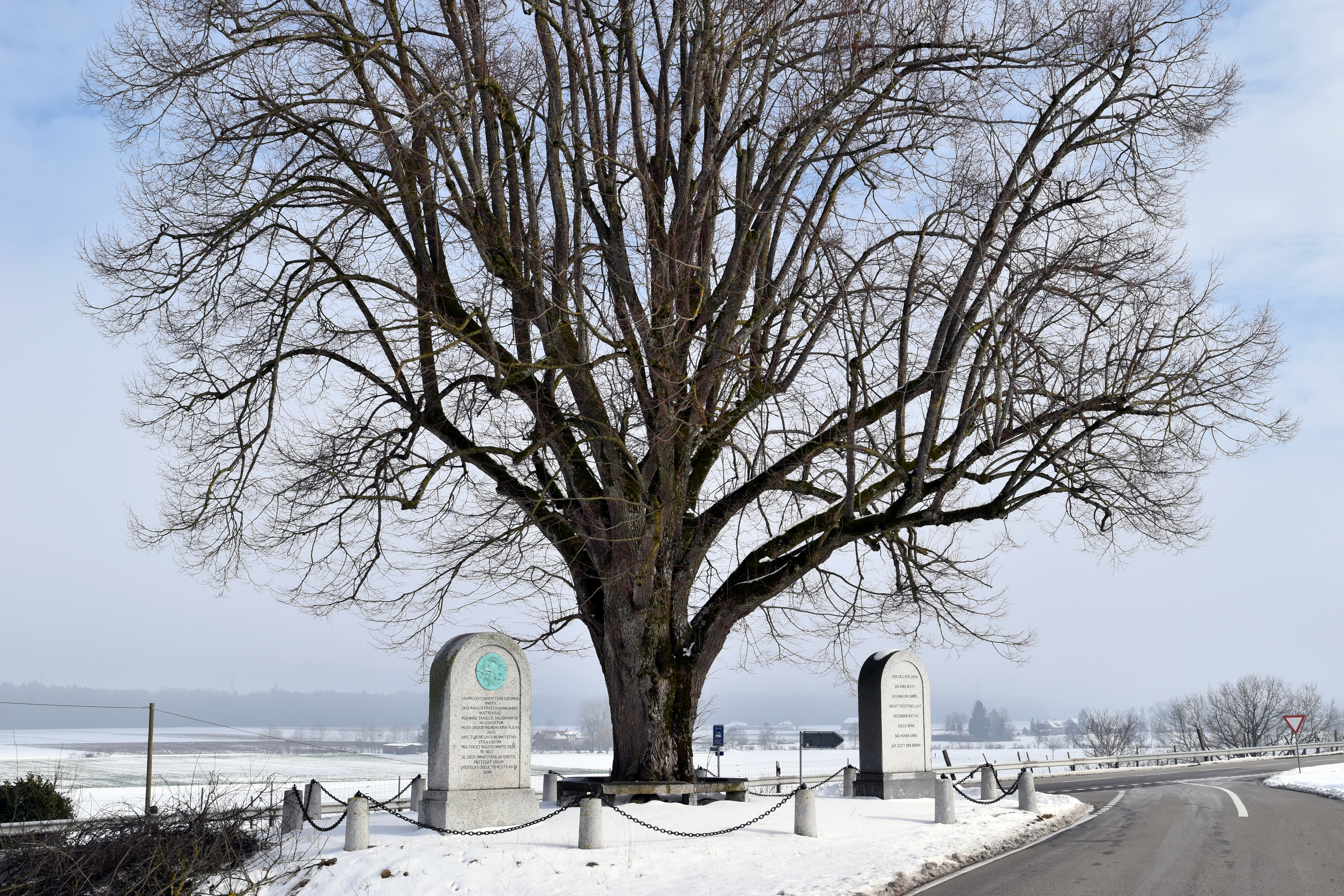
Fraubrunnen, Tafelenfeld. Denkmal zum Gefecht vom 5. März 1798 rechts.⊙
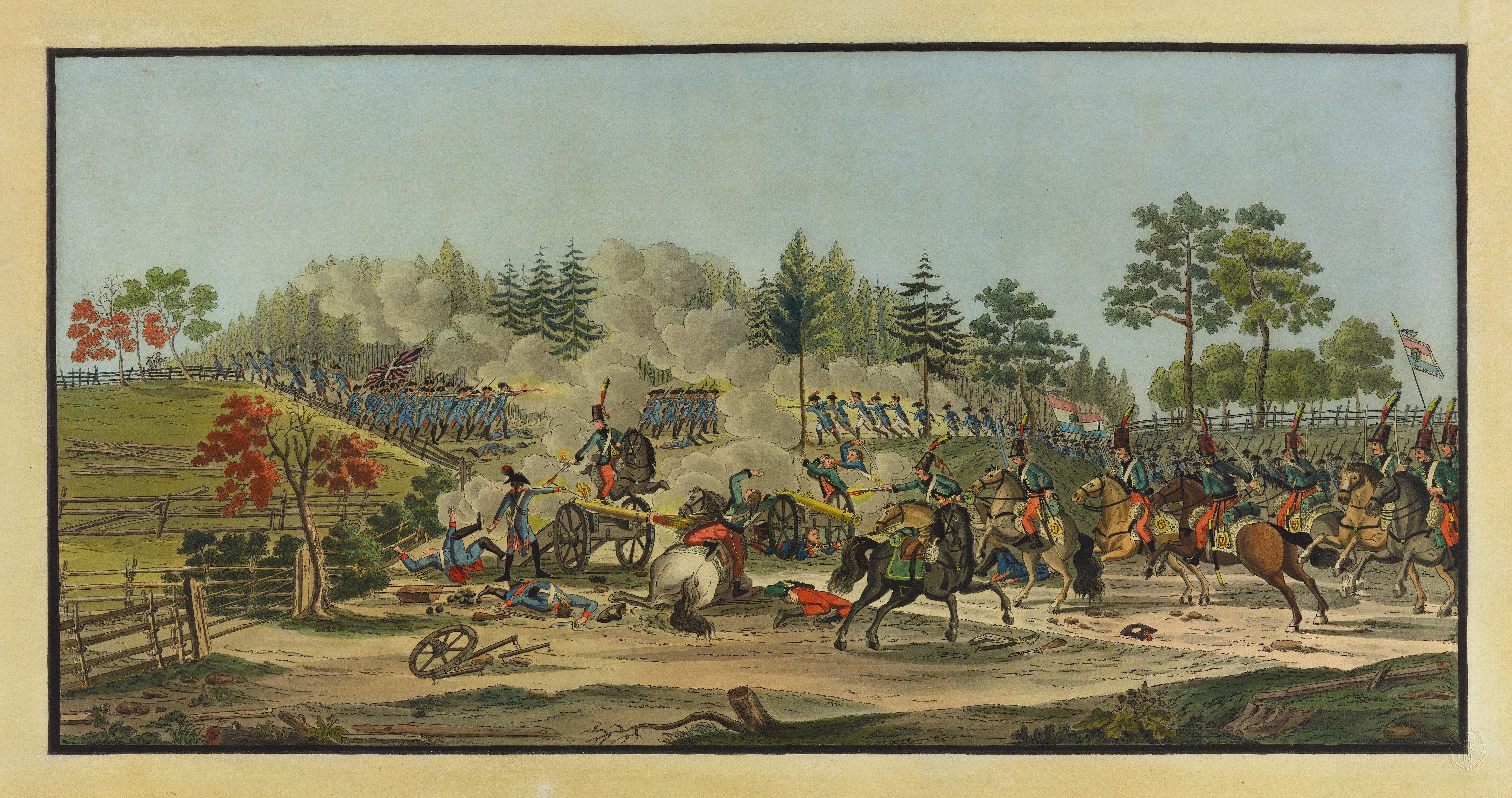
Schlacht bei Fraubrunnen (nach François-Aloys Müller) ⊙
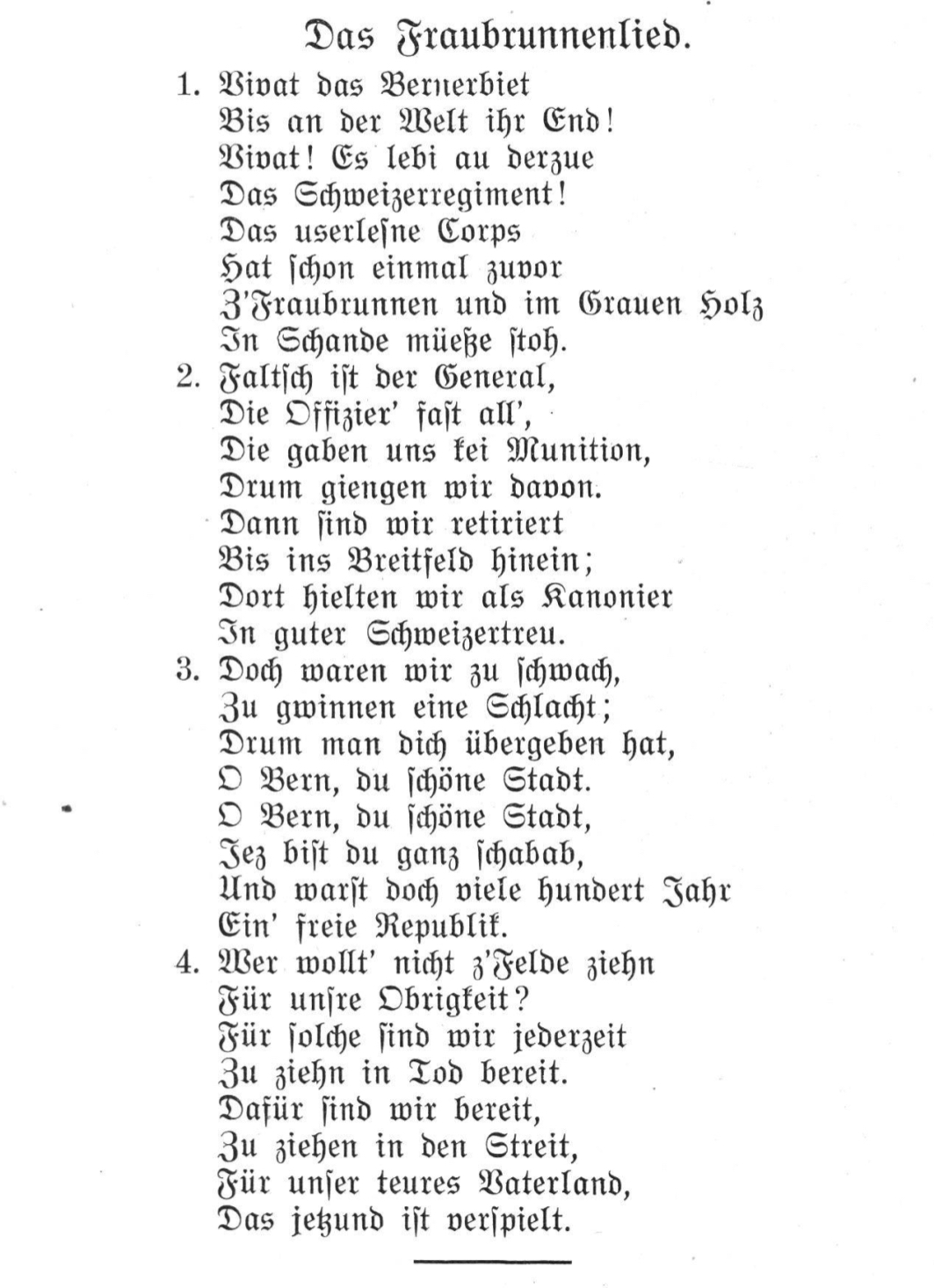
Text  Fraubrunnenlied

#### Schlacht am Grauholz
Die Schlacht am Grauholz am 5. März 1798 wird auf der Informationstafel beim Grauholzdenkmal wie folgt zusammengefasst:

«Hier im Grauholz überfluteten zunächst Flüchtlinge die zwei trotz politischen Auflösungserscheinungen treuen Bataillone (Samuel Tillier links, Gottlieb Daxelhofer rechts der Strasse) und die Stellungen der fünf Kanonen (Carl Manuel, Bernhard Emanuel von Rodt). Der französische Angriff wurde geführt durch rund zwei Bataillone in Front der Strasse und je rund ein Bataillon beidseits umfassend, durch den Grauholzwald beziehungsweise über den Hügel, auf dem wir stehen [Hügel auf dem das Denkmal steht]. Das Gesamtkräfteverhältnis hier im Grauholz war 18'000 Franzosen gegen höchstens 1'000 Berner, 21 französische Bataillone gegen zwei bernische, 17 französische Kanonen gegen fünf bernische. Bis zuletzt im Gefecht standen Carl Ludwig von Erlach und, um der Moral aufzuhelfen, alt Schultheiss Niklaus Friedrich von Steiger. Steiger rettet sich mit knapper Not und wurde zum Symbol des Widerstands; Erlach wurde in Wichtrach von Angehörigen des Landsturmes ermordet, ein Opfer verwirrter Zeit.»

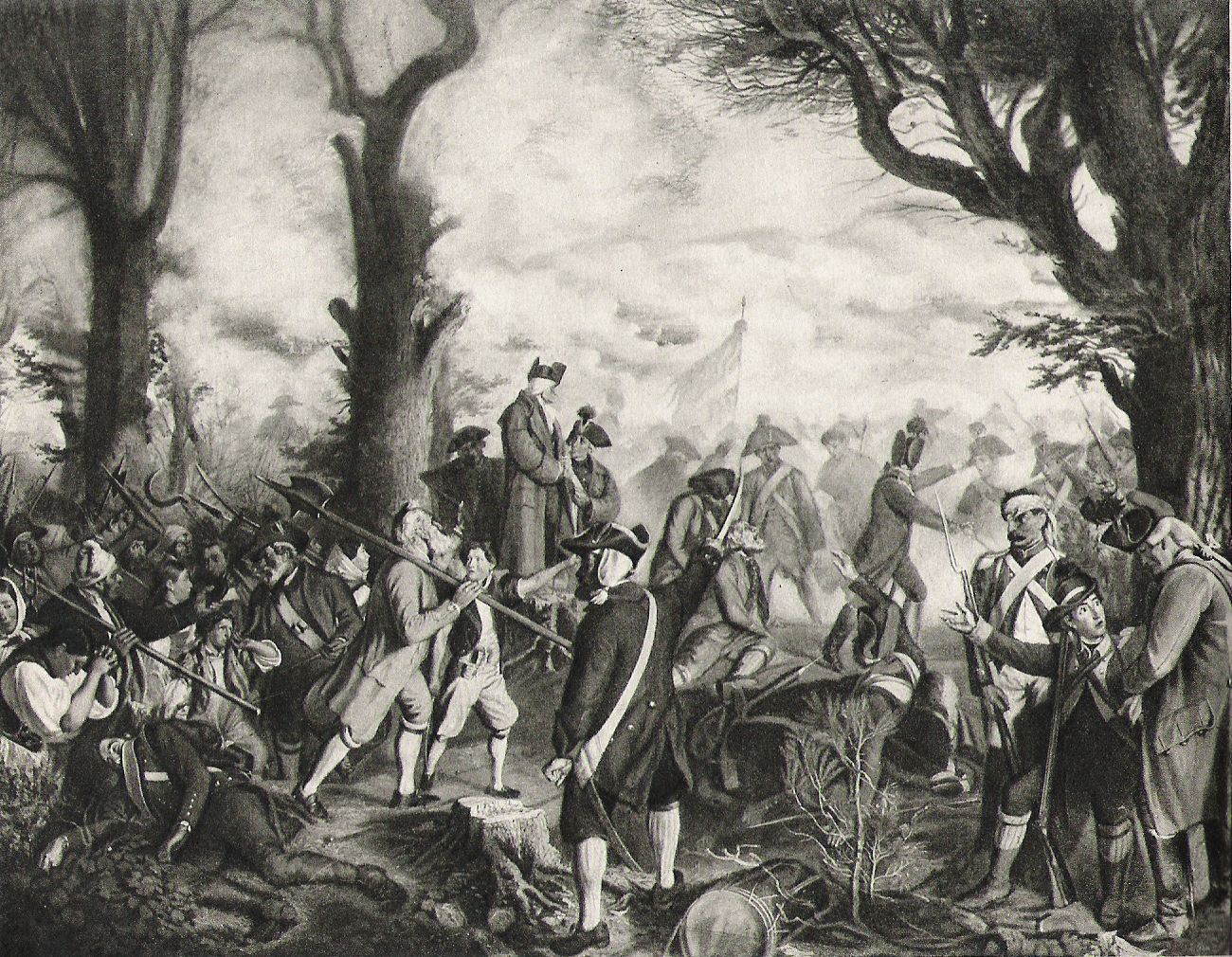
Szene von der Schlacht am Grauholz, von Friedrich Walthard ⊙
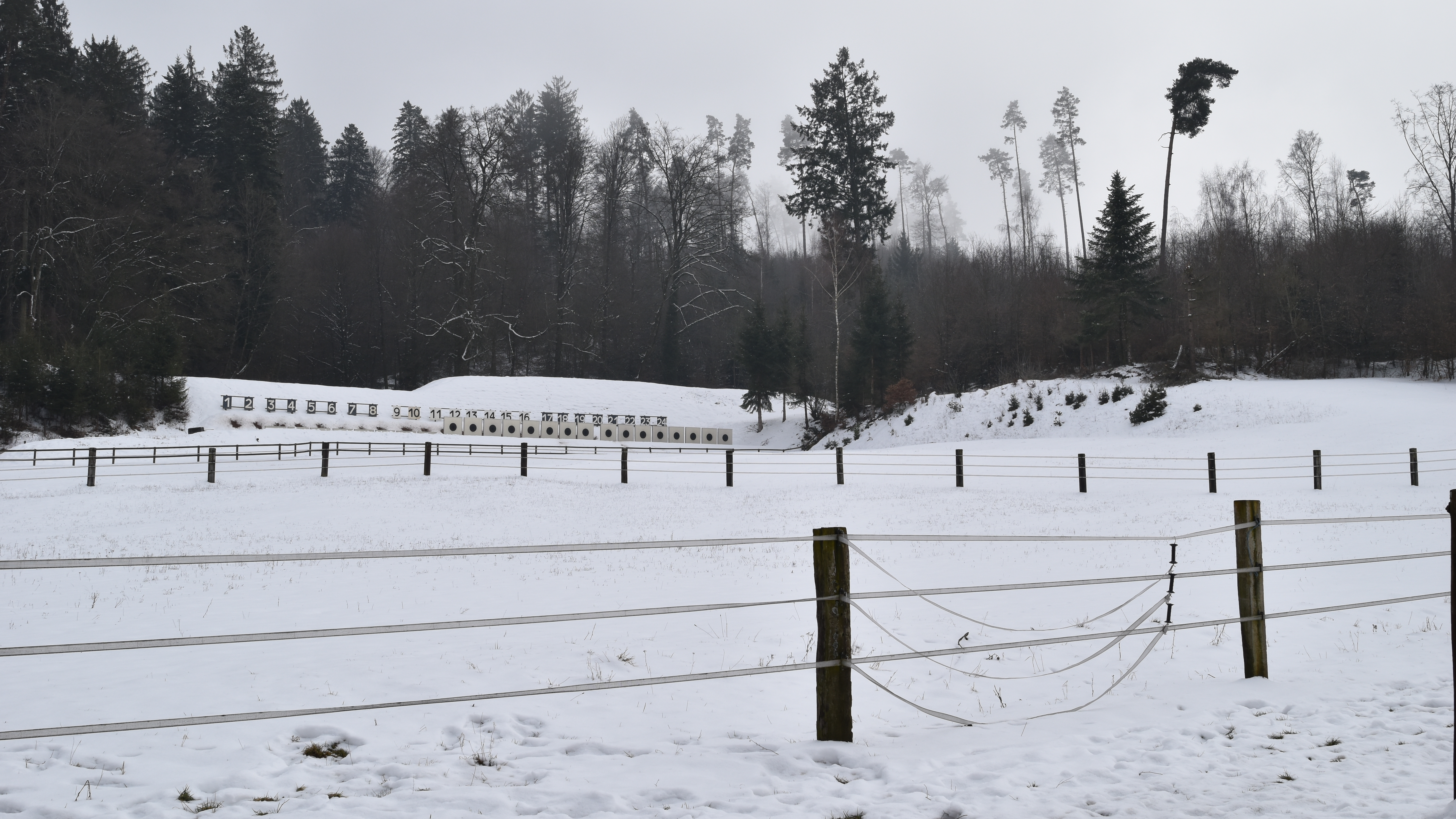
Aufmarschort bernischer Truppenteile. Heute Ort des jährlichen Gedenkschiessens. ⊙
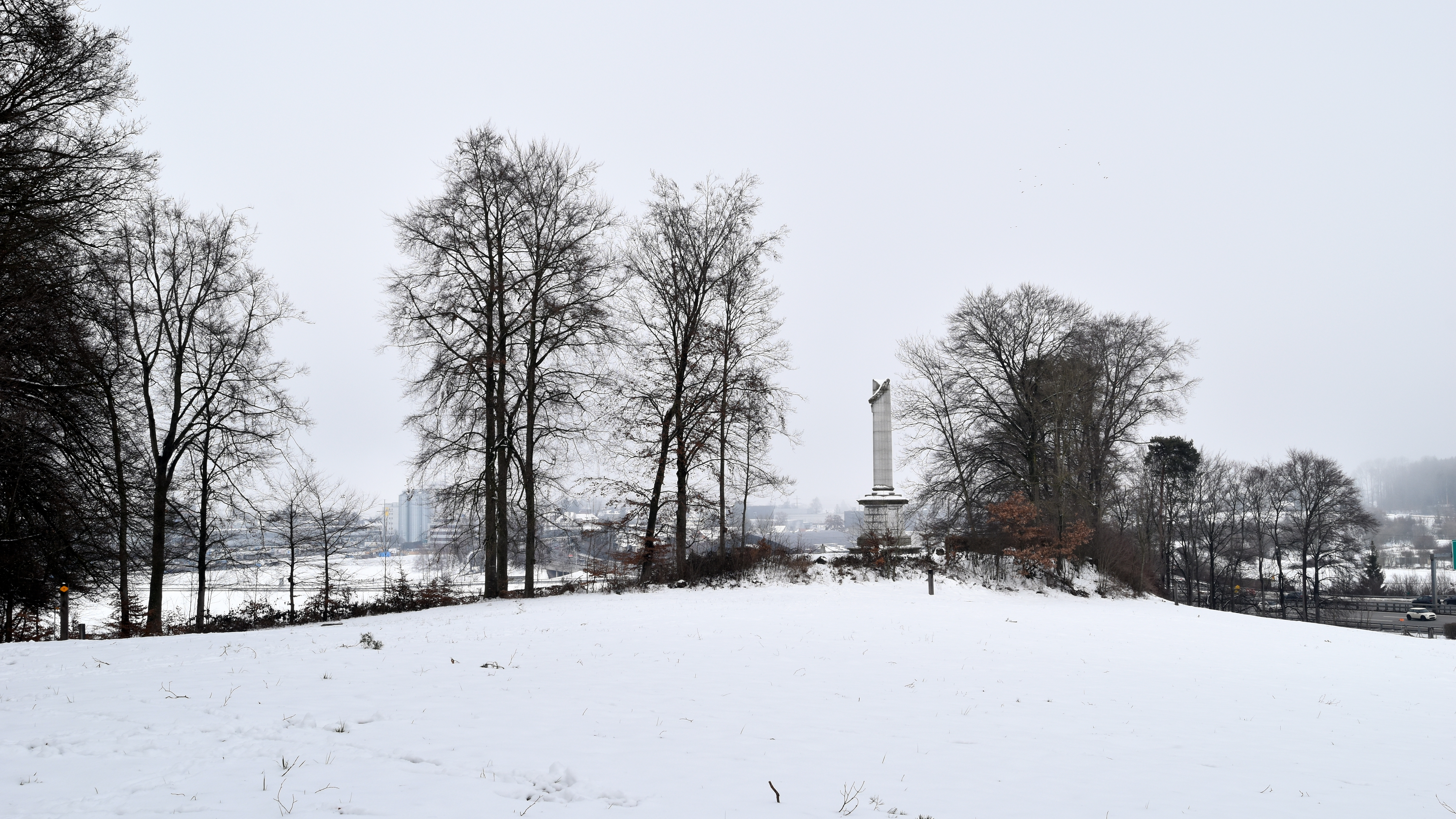
Hügel mit Denkmal ⊙

#### Gefecht bei St. Niklaus

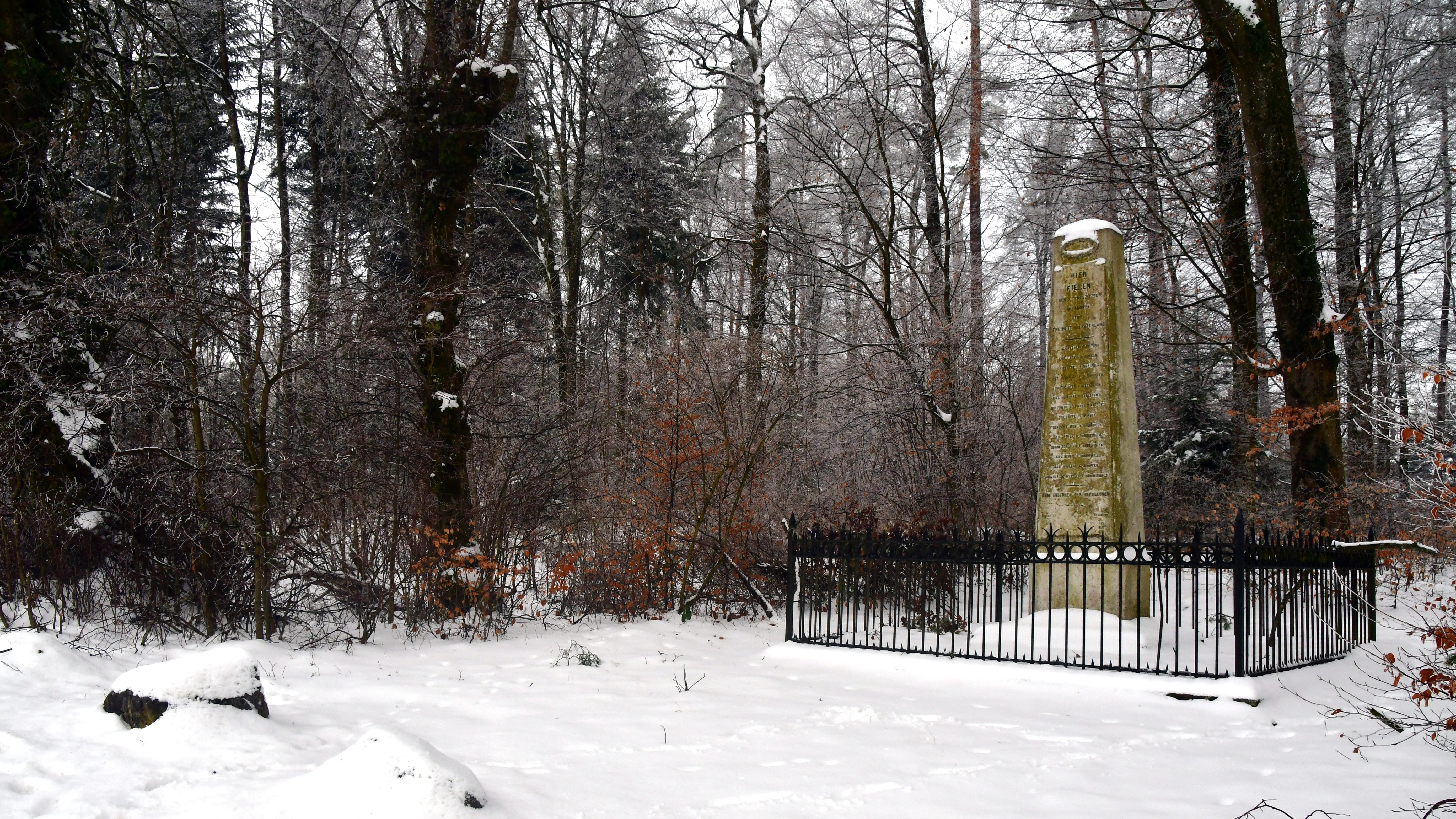
Denkmal für die Gefallenen

«Nach der Kapitulation wurde im Windschatten der Ereignisse im Raum Sankt Johannsen – Erlach – Nidau weitergekämpft. Rovéra führte seine Legion, begleitet von Landstürmern und vor allem Landstürmerinnen, bei Sankt Niklaus gegen den Feind.»